# 空港連絡鉄道
空港連絡鉄道（くうこうれんらくてつどう）とは、旅客空港と都市とを結ぶ鉄道である（トラムも含む）。
空港アクセス鉄道ともいう。航空と鉄道が協力し合う一例でもある。
本記事では、空港連絡列車と、空港と直結した鉄道駅である空港駅についても述べる。

## 空港アクセス・空港連絡
空港は広大な敷地を必要とし、さらにその周囲に高層建築物や山岳がないことが必要であることから、多くは大都市の郊外や海上に立地する。そのため、大都市中心部との間の交通手段が必要となる。世界的にはタクシー・リムジンバスが用いられることも多く、連絡鉄道が整備されることは必ずしも多くない。しかしながら近年、空港利用旅客者の増大に応えるために、連絡鉄道の整備が重要視されるようになっている。
航空交通がさほど発達せず、また自家用車の保有も少なく道路の交通渋滞が余り無い状態の頃（日本では1960年代まで）は、リムジンバスが主な連絡手段であった。このため近隣に鉄道があるにも関わらず自動車専用に設計し、空港連絡の輸送手段とならなかった場合がある（山形空港と神町駅など）。
ところが1970年代半ば以降になると、大型機の就航と増便に伴う航空旅客の増大や慢性的な道路混雑により、空港連絡にも大量輸送手段が求められるようになってきたため、関西国際空港や中部国際空港といった新たに設置された基幹空港では計画の段階から道路と並んで空港連絡の鉄道を用意する様になり、従来の空港でも鉄道路線の新設や延長などをしているところが増えている。輸送量が限定され、それほど大量の輸送力が求められない場合はモノレールや新交通システムが採用される事もある。空港連絡輸送専用に用いられる車両については、スーツケースなど大型荷物の置場を設置するなどの配慮がなされている。

## アジア

### 日本
日本においては、飛行場近くに元々鉄道が通っていた場合を除けば、1964年（昭和39年）9月17日に開業した東京モノレール株式会社「東京モノレール羽田空港線」（現正式名称）を起源とする。以後、渋滞がなく定時性が保てる事、バスなど他の交通機関に比べて輸送力が大きい事、環境負荷が少ない事などの理由から、日本各地にて計画が立てられた。しかし費用などの問題で時間が掛かり、ごく一部を除き開業は1990年代以降となった。現在も各地で開業・建設・計画・構想が進んでいる。
空港へ連絡するという特殊な事情から、専用車両が充当されたり、特別な列車種別や運行経路が設定される場合もある。また、建設費償還のため加算運賃が設定される例があるほか、着席保証のため特急料金や指定席が設定される例もある。

#### 東京国際空港（羽田空港）
- 羽田空港第1・第2ターミナル駅 - 京浜急行電鉄空港線
- 羽田空港第1ターミナル駅 - 東京モノレール羽田空港線
- 羽田空港第2ターミナル駅 - 同上
- 羽田空港第3ターミナル駅 - 京浜急行電鉄空港線・東京モノレール羽田空港線

連絡列車（京急）
エアポート快特・快特・特急・急行など。路線記事を参照。
連絡列車（東京モノレール）
空港快速・区間快速など。路線記事を参照。
沿革
1902年（明治35年）6月28日 - 穴守稲荷神社の参詣電車として、京浜電気鉄道穴守線（現・空港線）蒲田駅（現在の京急蒲田駅） - 穴守駅間が開業する。
1913年（大正2年）12月31日 - 京浜穴守線穴守駅が現空港島内に移設される。
1914年（大正3年）1月 - 京浜穴守線（初代）穴守駅の位置に羽田駅（現在の穴守稲荷駅）が開業する。
1915年（大正4年）1月 - 京浜穴守線羽田駅が稲荷橋駅へ改称される。
1931年（昭和6年）8月25日 - それまで立川にあった東京飛行場が羽田に移転開港し、京浜穴守線が飛行場への旅客輸送としても利用されるようになる。
1942年（昭和17年）5月1日 - 京浜電気鉄道が東京急行電鉄に合併され、京浜穴守線も東急（大東急）の路線となる。
1945年（昭和20年）9月12日 - 連合国軍によって東京飛行場の引き渡しが命じられ、翌13日に接収される。
1945年（昭和20年）9月27日 - 連合軍の接収により、東急穴守線稲荷橋駅 - 穴守駅間が営業休止となる。
1948年（昭和23年）6月1日 - 京浜急行電鉄が東京急行電鉄から分離発足する。
1952年（昭和27年）7月1日 - 東京飛行場の諸施設がアメリカ軍から日本国政府に移管され、同日に「東京国際空港」に改名した。
1955年（昭和30年）5月17日 - 現在の国際線ターミナルの西側・現B滑走路の南端付近に新しい旅客ターミナルが開館する。
1956年（昭和31年）4月20日 - 京急穴守線稲荷橋駅が穴守稲荷駅に改称、穴守稲荷駅 - （旧）羽田空港駅が開業する。しかし、空港ターミナルから離れており、そこからバスやタクシーに乗り継ぐ必要があった。
1963年（昭和38年）11月1日 - 京急穴守線から京急空港線に改称。
1964年（昭和39年）9月17日 - 東京モノレール羽田線（当時）が羽田駅（当時の空港ターミナル直下）まで開業。日本初の空港アクセスのための鉄道となった。なお、東京オリンピックを前に運輸省から京急に対して空港乗り入れの打診があったが、本線の輸送力増強に専念するため京急側が断ったことで、1972年に京急が乗り入れの意思表示を始めて以降、羽田空港の沖合展開事業（沖展）に伴って東京モノレールだけでは増大する輸送量に対応できないとの判断から乗り入れが認められるまで、長らく運輸省・東京都とも門前払いが続くことになった。
1991年（平成3年）1月22日 - 羽田空港の沖合展開工事の進捗に伴い、京急空港線の（旧）羽田空港駅を休止。
1993年（平成5年）4月1日 - 京急空港線の（旧）羽田空港駅を少し東へ移設し、羽田駅と改称して営業再開。
1993年（平成5年）9月27日 - 羽田空港の新ターミナル開業に伴い、東京モノレール羽田線を（新）羽田空港駅まで延伸。また、それまでの羽田駅を移設し京急空港線羽田駅と接続させたため、京急ルートでの空港アクセスが誕生。同時に東京モノレール羽田線の羽田整備場駅を整備場駅に改称。
1998年（平成10年）11月18日 - 京急空港線も（新）羽田空港駅まで路線延長、同時に羽田駅を天空橋駅に改称。同駅開業と共に、京急空港線・京急本線、都営浅草線、京成押上線・京成本線経由で成田空港とを結ぶ空港間連絡列車が設定される。
2004年（平成16年）12月1日 - 空港第2ターミナル（全日本空輸などが使用）が開業。それまでのターミナルは第1ターミナル（日本航空などが使用）となり、東京モノレール羽田線を羽田空港第2ビル駅まで延長すると共に羽田空港駅を羽田空港第1ビル駅に改称。なお、京急線の羽田空港駅は新ターミナル側の階段及び改札口の供用を開始した。
2010年（平成22年）7月17日 - 成田スカイアクセス線の開業に伴い、従来京成本線経由で成田空港とを結んでいた京急線の空港間連絡列車は、日中の大半の列車が成田スカイアクセス線経由に変更され、両空港間の移動時間が短縮された。なお、夜間帯の空港間連絡列車については京成本線経由とした。
2010年（平成22年）10月21日 - 近距離国際線用の滑走路とD滑走路の完成及び国際線新旅客ターミナルビル開業に伴い、東京モノレール羽田空港線羽田空港国際線ビル駅、京急空港線羽田空港国際線ターミナル駅が開業。同時に京急線の羽田空港駅を羽田空港国内線ターミナル駅に改称。東京モノレール羽田線は正式路線名を東京モノレール羽田空港線に改称。
2020年（令和2年）3月14日 - 第2旅客ターミナルビルへの国際線就航によるターミナル名変更に伴い、京急線の羽田空港国内線ターミナル駅を羽田空港第1・第2ターミナル駅に、東京モノレール羽田空港線の羽田空港第1ビル駅を羽田空港第1ターミナル駅、羽田空港第2ビル駅を羽田空港第2ターミナル駅に改称。なお東京モノレール羽田空港線の羽田空港国際線ビル駅と京急線の羽田空港国際線ターミナル駅はどちらも羽田空港第3ターミナル駅に改称。
新線計画
JR東日本が計画している羽田空港アクセス線は、羽田空港から東京貨物ターミナル駅まで新線を建設、そこから休止中の東海道貨物線（大汐線）を活用して田町駅付近で東海道本線と合流、上野東京ラインを介して宇都宮線・高崎線・常磐線方面に直通する「東山手ルート」、大井町駅付近で東京臨海高速鉄道りんかい線と合流、新宿駅方面に向かう「西山手ルート」、東京テレポート駅でりんかい線と合流、新木場駅・京葉線方面に向かう「臨海部ルート」の計3ルートを建設するとしている。
東急電鉄東急多摩川線の矢口渡駅から蒲田駅、京急蒲田駅を経て京急空港線の大鳥居駅に至るまでの「新空港線（蒲蒲線）」の建設計画がある。大田区では、第1段階として、京急蒲田駅まで東急線と同じ狭軌（1067mm）で建設し、東急東横線・東京メトロ副都心線からの直通列車を含む東急多摩川線全列車を乗り入れ、さらに第2段階として京急蒲田駅から大鳥居駅までを京急線と同じ標準軌（1435mm）で建設し、フリーゲージトレイン等で京急空港線に乗り入れるという計画案を示している。
その他
京急線では、羽田・成田両空港間を移動する旅客に考慮し、京急・都営・京成線経由で成田空港駅または空港第2ビル駅との間を利用する場合、大人90円、子ども50円がそれぞれ割引となる空港連絡特殊割引制度を設けている。
羽田との航空路線がある各地の空港の搭乗ロビーには京急・東京モノレールそれぞれの乗車券の自動券売機が設置されているケースが多い。現に両者の競争は激しく、数々の割引乗車券が存在する。なお、JR北海道の一部駅のタッチパネル式券売機では東京モノレールの浜松町駅もしくは京急の品川駅までの乗車券が購入できる。

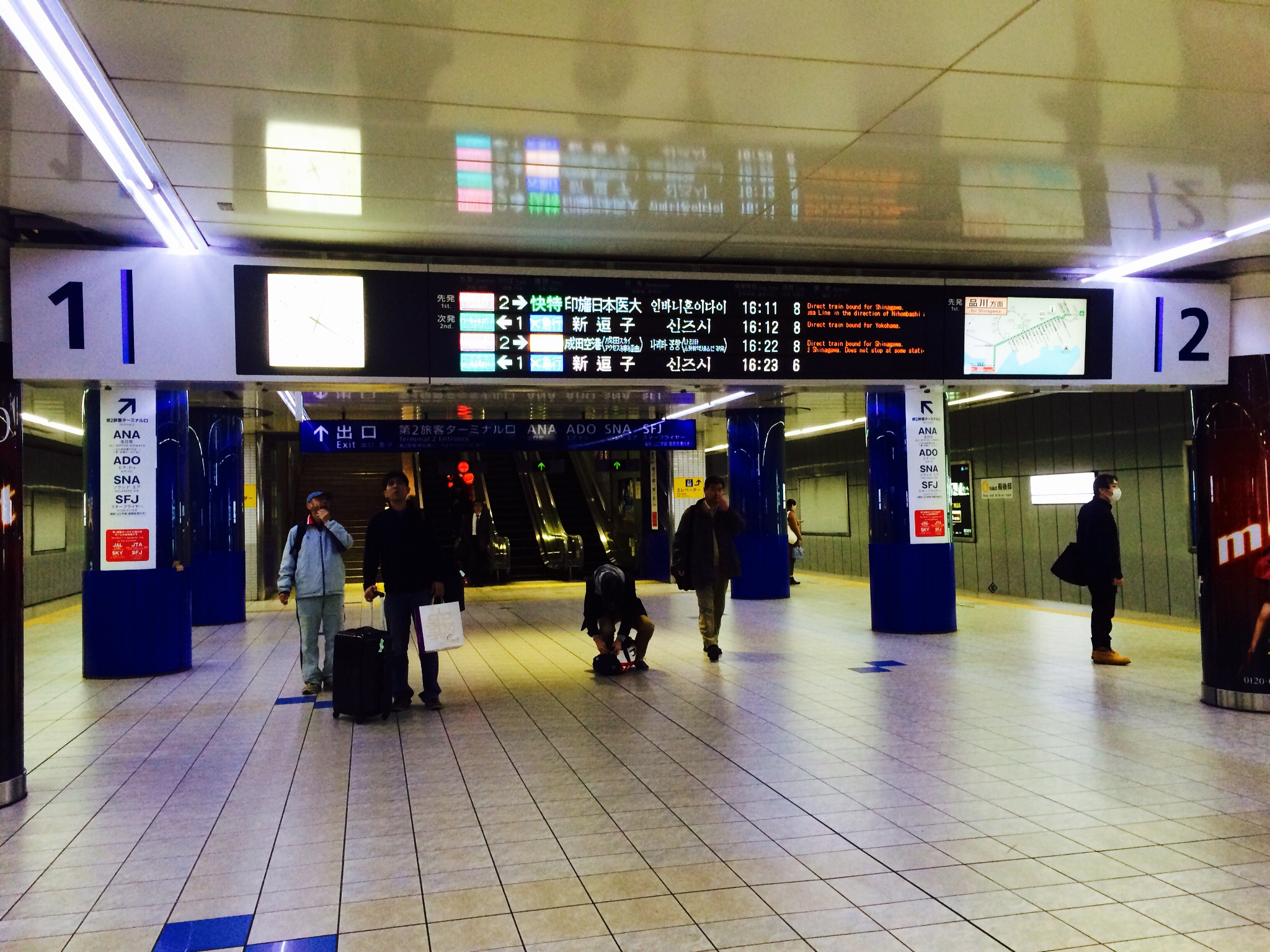
羽田空港第1・第2ターミナル駅
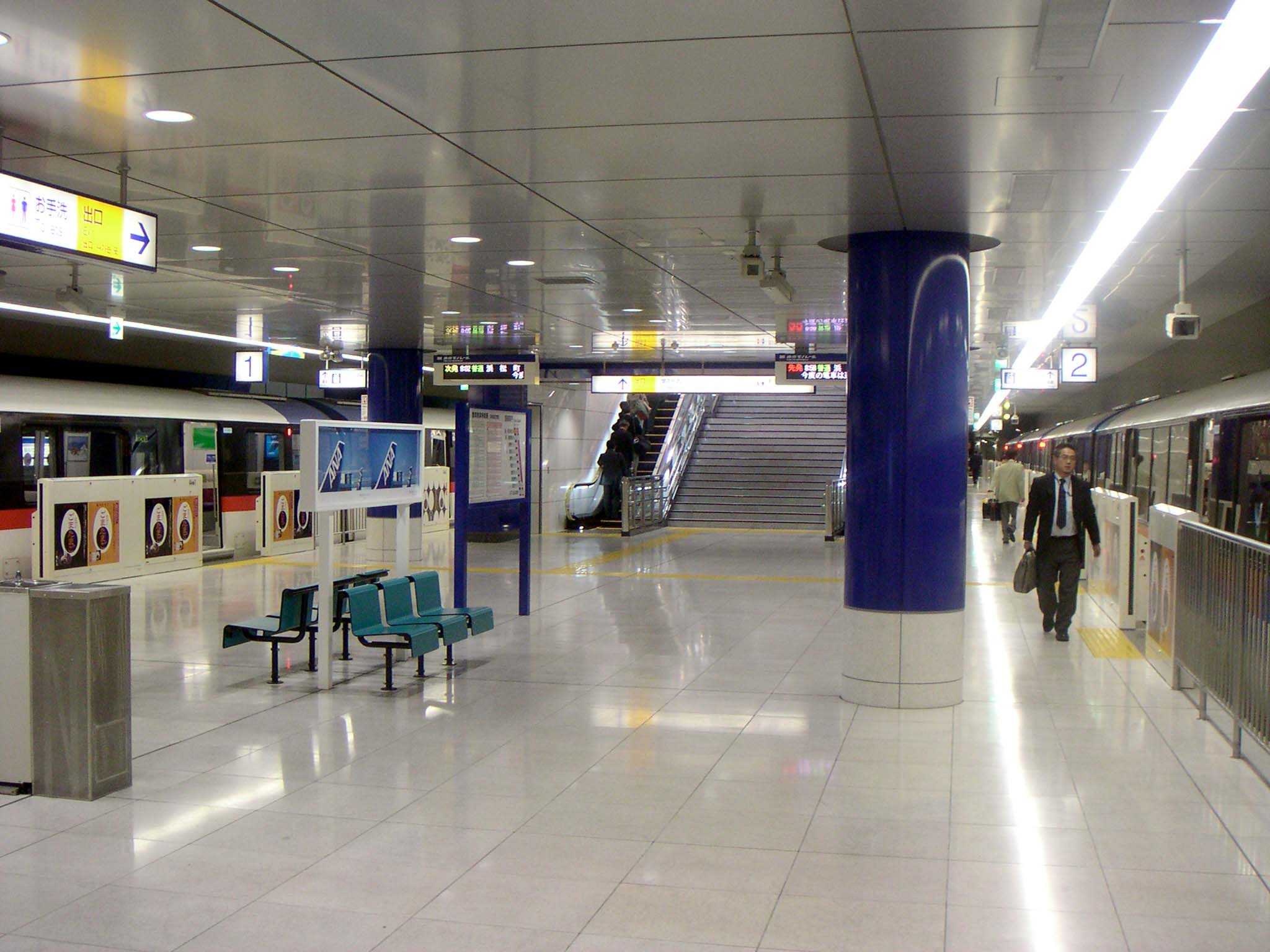
羽田空港第2ターミナル駅
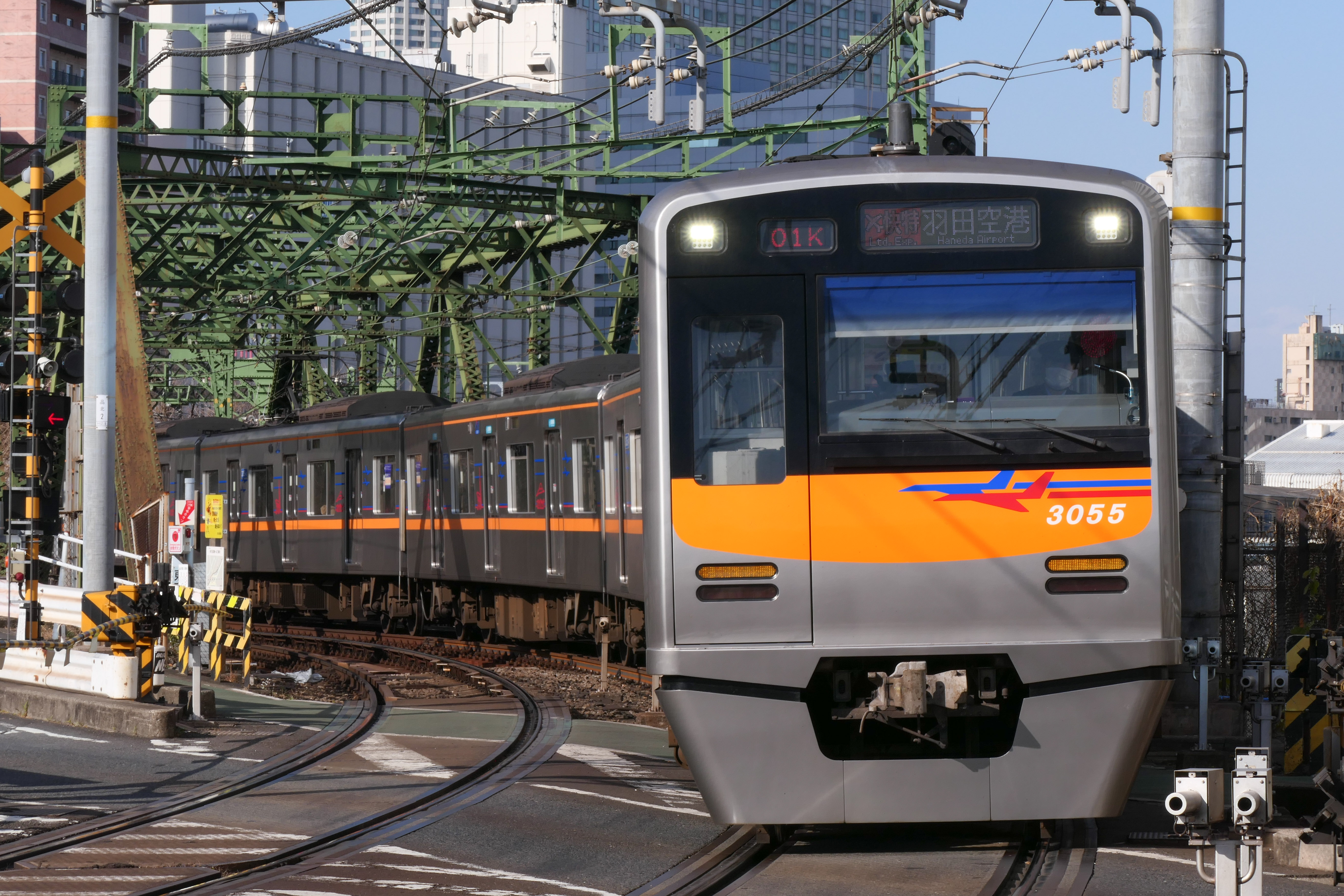
京成3000形による エアポート快特
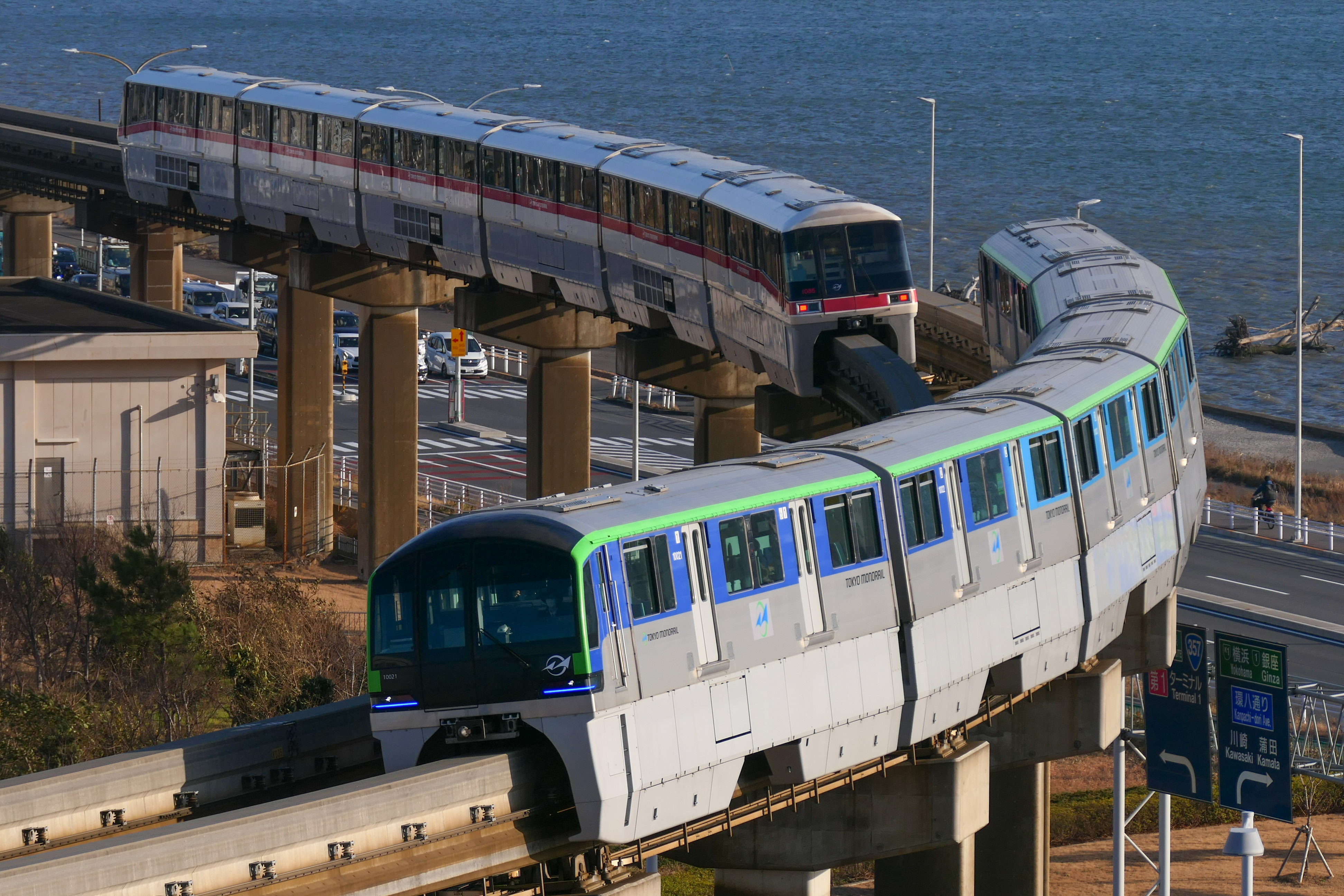
東京モノレール羽田空港線

#### 成田国際空港
- 成田空港駅 - 施設は成田空港高速鉄道が所有。東日本旅客鉄道 （JR東日本）成田線・京成本線 ・京成電鉄成田空港線 （成田スカイアクセス線）が乗り入れ。
- 空港第2ビル駅 - 同上
- 東成田駅（旧成田空港駅） - 施設は京成電鉄が所有。京成東成田線・芝山鉄道芝山鉄道線が乗り入れ。1978年の開港から1991年の成田空港高速鉄道成田空港駅・空港第２ビル駅開業までの間は唯一のアクセス駅だった。第2ターミナルとは地下通路で繋がっている。なお、芝山鉄道線は成田空港の東側からアクセスする唯一の路線である。

※ 第3ターミナルには直接の連絡駅がなく、空港第2ビル駅から徒歩または連絡バス利用となる。
連絡列車（JR東日本）
特急「成田エクスプレス」・快速など。
連絡列車（京成）
「スカイライナー」・「アクセス特急」（成田スカイアクセス線経由）・「快速特急」「特急」（京成本線経由）など。各路線の記事も参照。
沿革
1966年（昭和41年）7月4日 - 新空港の建設予定地が現在地に決定する。
1971年（昭和46年）1月18日 - 成田新幹線、全国新幹線鉄道整備法に基づき基本計画決定。同年4月1日に整備計画決定。
1972年（昭和47年）2月10日 - 成田新幹線の工事実施計画認可、1974年（昭和49年）2月に着工。
1978年（昭和53年）5月20日 - 新東京国際空港が開港。
1978年（昭和53年）5月21日 - 京成電鉄が成田空港駅（現在の東成田駅）までの路線を開業させ、「スカイライナー 」の運行を開始。ただし当時のターミナルビル（現在の第1ターミナル）とは800mほど離れており、その区間は連絡バスが運行されていた。また、徒歩でのアクセスも可能であった。
1982年（昭和57年）5月31日 - 新東京国際空港アクセス関連高速鉄道調査委員会が運輸省（当時）に対してA・B・C案を答申。
1983年（昭和58年）5月 - 成田新幹線、沿線自治体・住民の建設反対運動激化により進展困難、工事を凍結。
1984年（昭和59年）11月1日 - 運輸省がB案ルート（成田新高速鉄道、現・成田スカイアクセス線）を推進する旨を発表。
1986年（昭和61年） - 成田新幹線の計画を断念、1987年（昭和62年）4月1日、国鉄分割民営化により基本計画が失効。
1987年（昭和62年）5月 - 成田空港アクセス鉄道問題解決への動きが一向に進展しない事により、運輸大臣（現・国土交通大臣）・石原慎太郎（1999年～2012年の間は東京都知事）が、建設中止になった成田新幹線（東京 - 成田空港間）の路盤の一部を活用して、JR東日本と京成電鉄がそれぞれ分岐・延伸して成田空港に乗り入れさせる『上下分離方式案』を指示、後に着工。
1991年（平成3年）3月19日 - 現在の成田空港駅が開業し、JR東日本と京成電鉄が成田空港高速鉄道に乗り入れ開始。これにより、それまでの京成電鉄の成田空港駅は東成田駅に改称した。JR東日本が特急「成田エクスプレス」と快速「エアポート成田」の運行を開始。
1992年（平成4年）12月3日 - この3日後の6日、新たに「第2ターミナル」が開業することとなったため、それに先立つこの日、JR東日本と京成電鉄の両方に空港第2ビル駅が開設された。東成田駅と第2ターミナルの間に、長さ500mの地下連絡通路が設けられる。
1998年（平成10年）11月18日 - 京急空港線に羽田空港ターミナルビルに直結する羽田空港駅（現在の羽田空港第1・第2ターミナル駅）が開業し、同日より京成本線・押上線、都営浅草線、京急本線・空港線経由で同駅とを結ぶ空港間連絡列車が設定される。
2004年（平成16年）4月1日 - 新東京国際空港公団が民営化され、成田国際空港となる。
2010年（平成22年）7月17日 - 北総鉄道・千葉ニュータウン鉄道・成田高速鉄道アクセス・成田空港高速鉄道から線路・施設を借用（上下分離方式）して運行する新ルート、京成成田空港線（成田スカイアクセス線）が開業。これに伴い、従来京成本線経由で羽田空港とを結んでいた京成電鉄の空港間直通連絡列車は、平日下り5本・上り3本（土休日は京成本線経由列車は運行されない）となり、大半の列車が成田スカイアクセス線経由に変更された。また京成AE形（2代目） が、一部区間で新幹線を除く在来線の列車速度としては最高の時速160km/h運転を開始。日暮里駅 - 空港第2ビル駅間を最速36分で結び、従来の京成本線経由のスカイライナーに比べて、およそ15分の時間短縮となった。

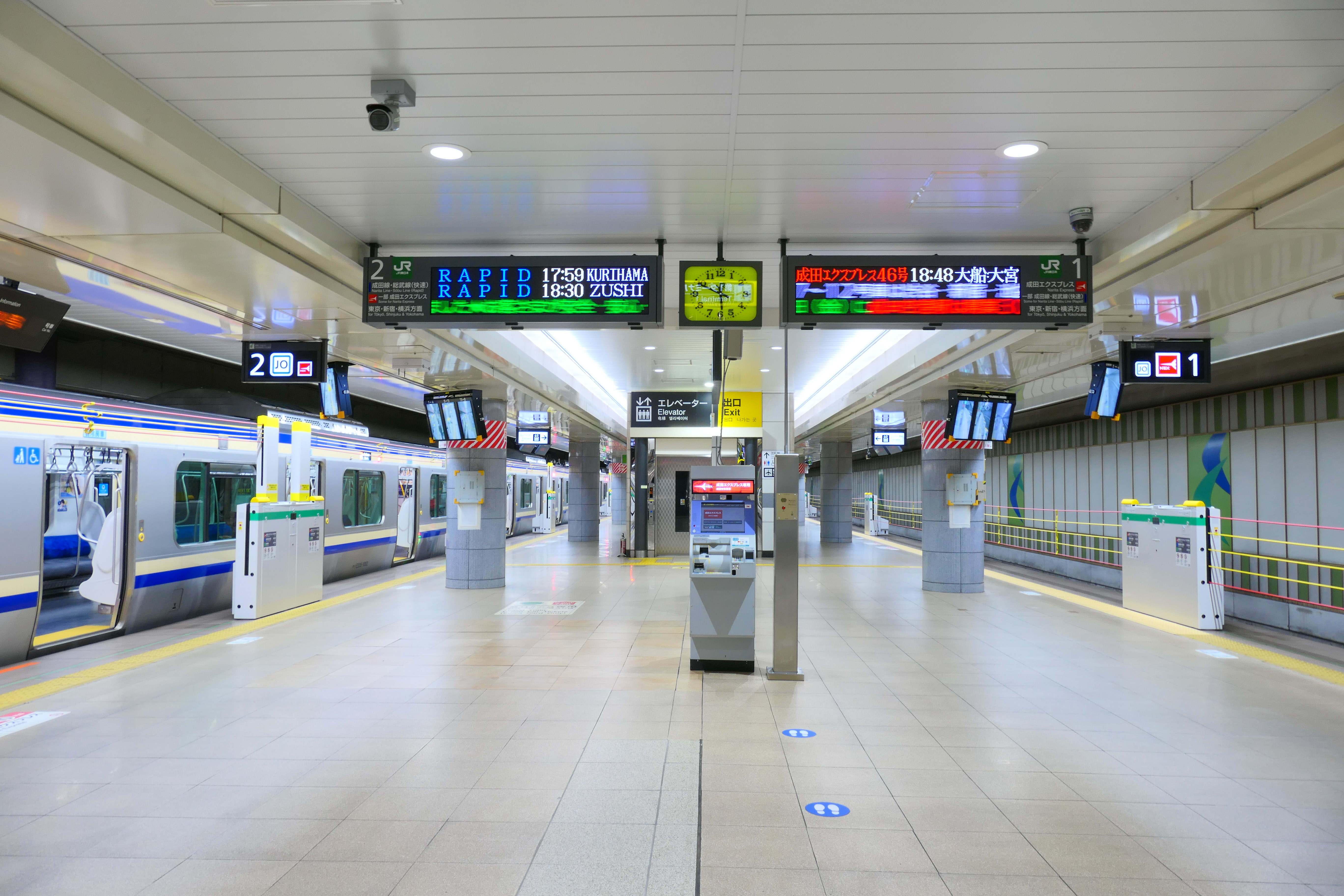
成田空港駅（JR線ホーム）
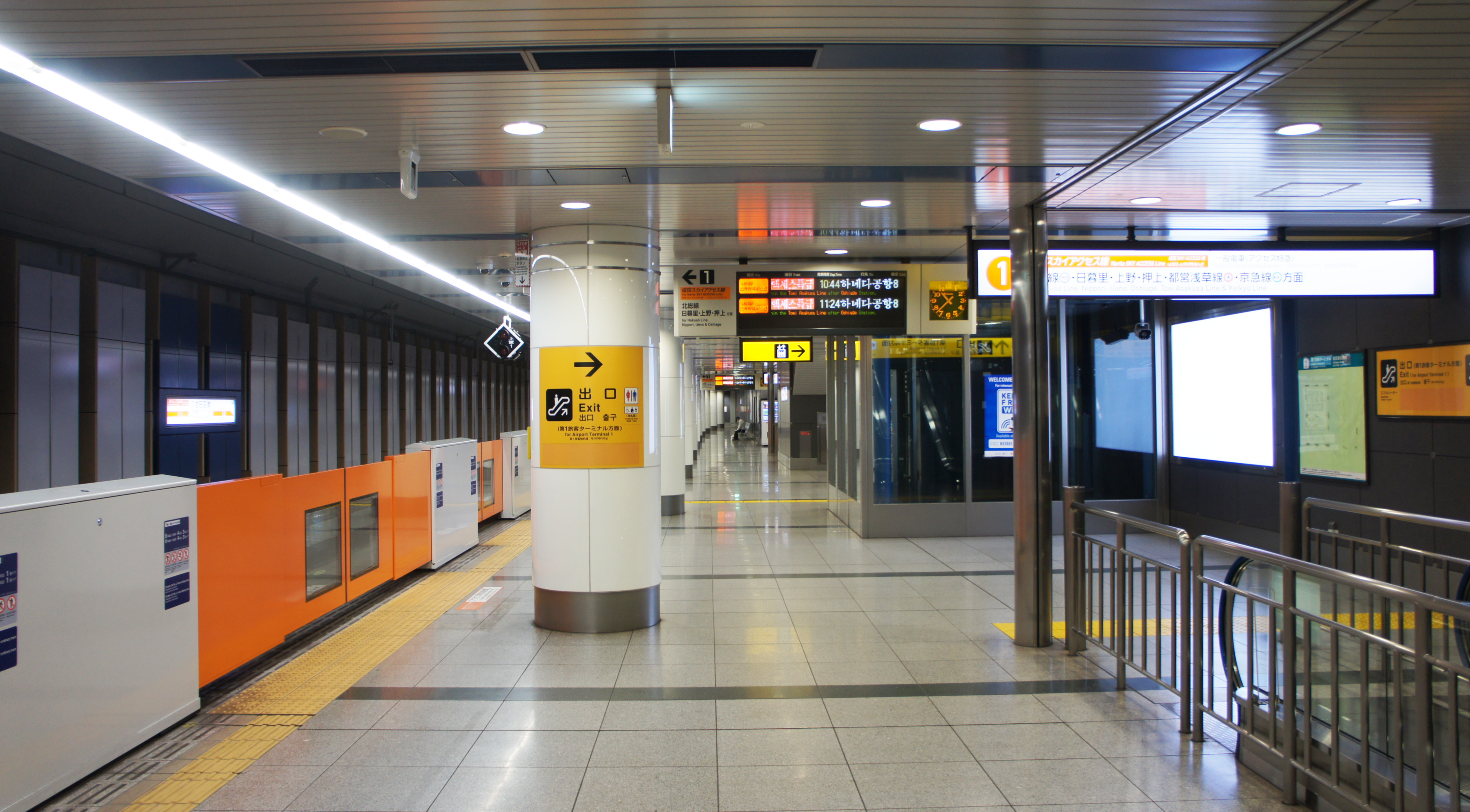
成田空港駅（京成1番線ホーム）
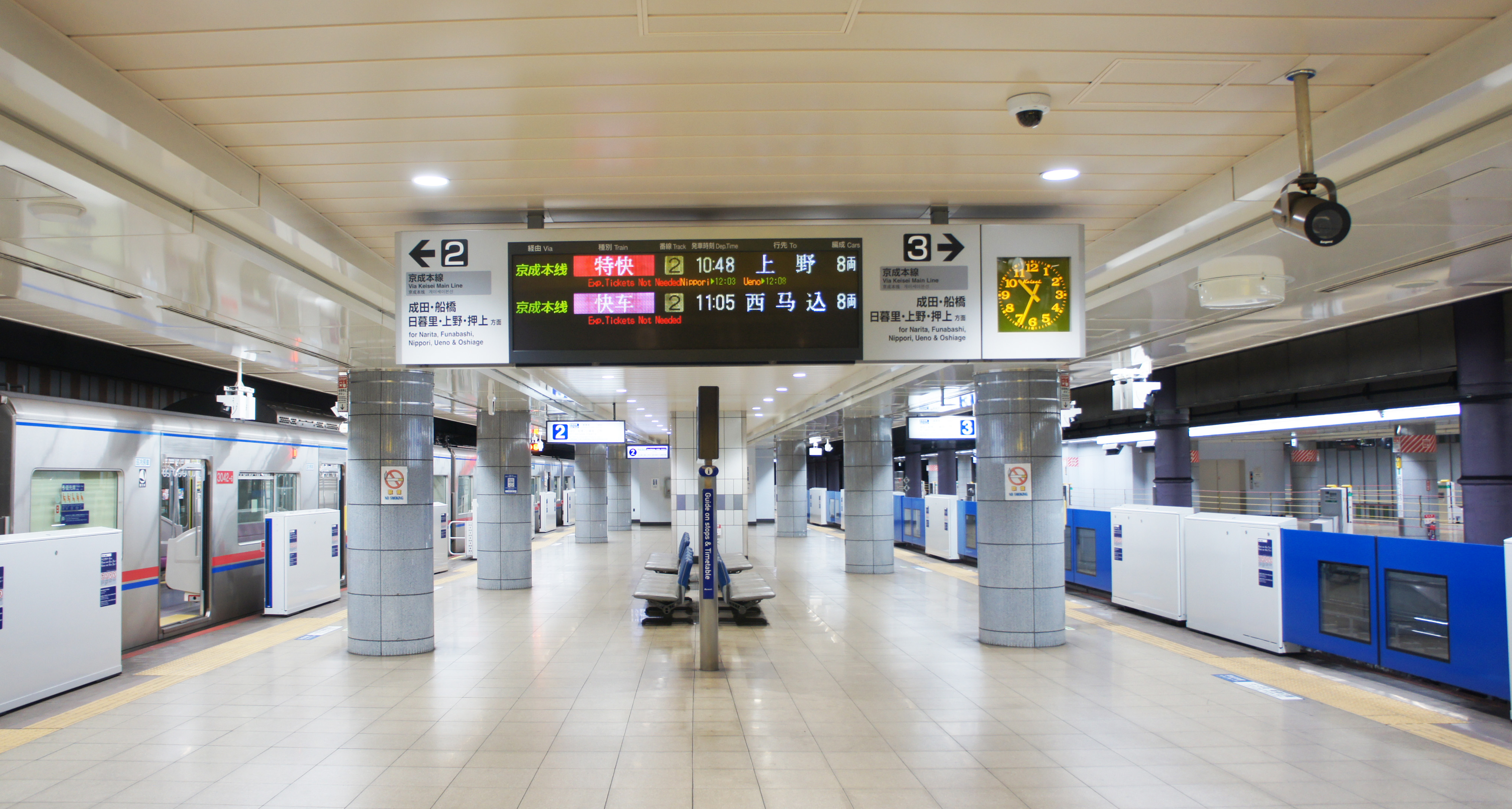
成田空港駅（京成2・3番線ホーム）
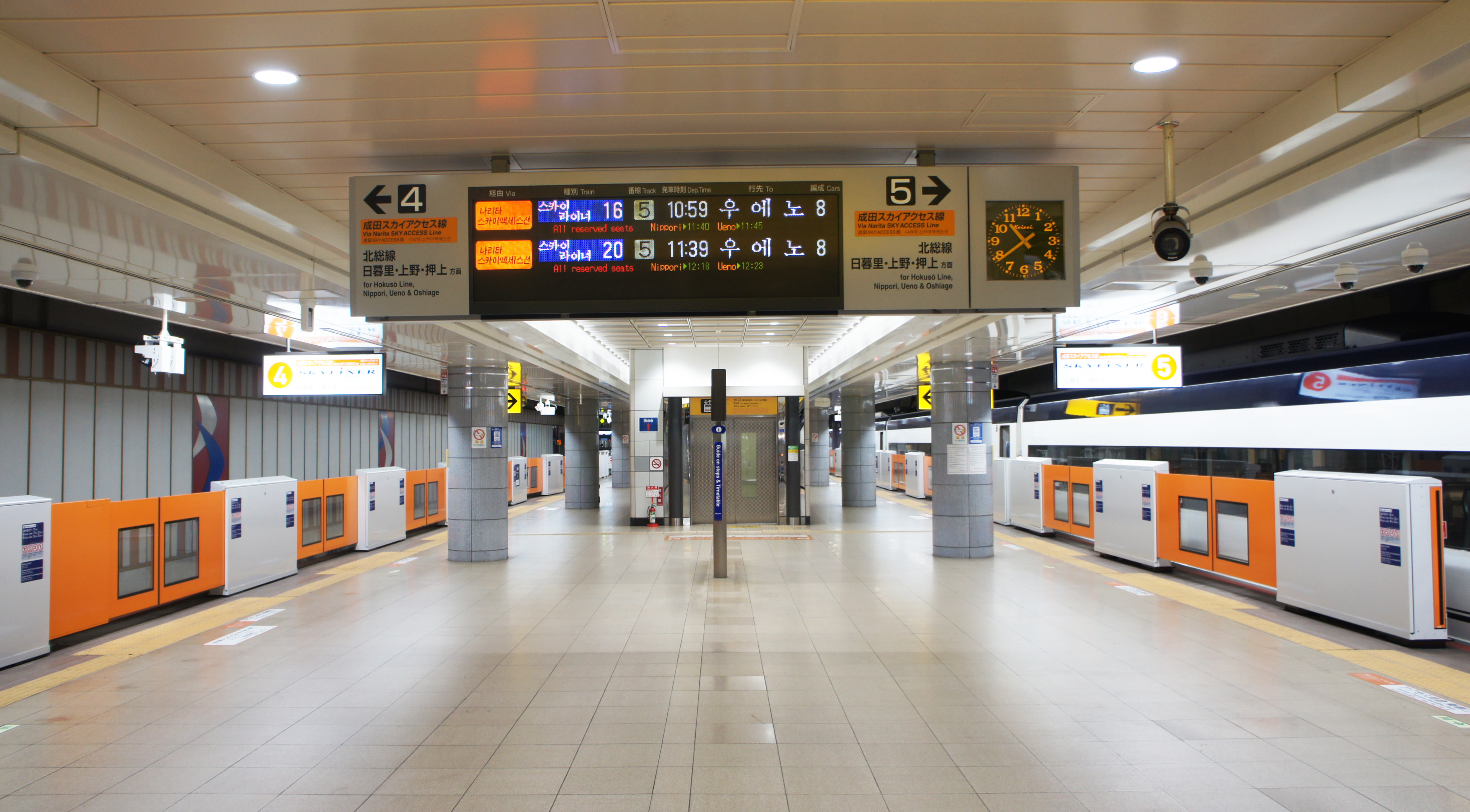
成田空港駅（京成4・5番線ホーム）
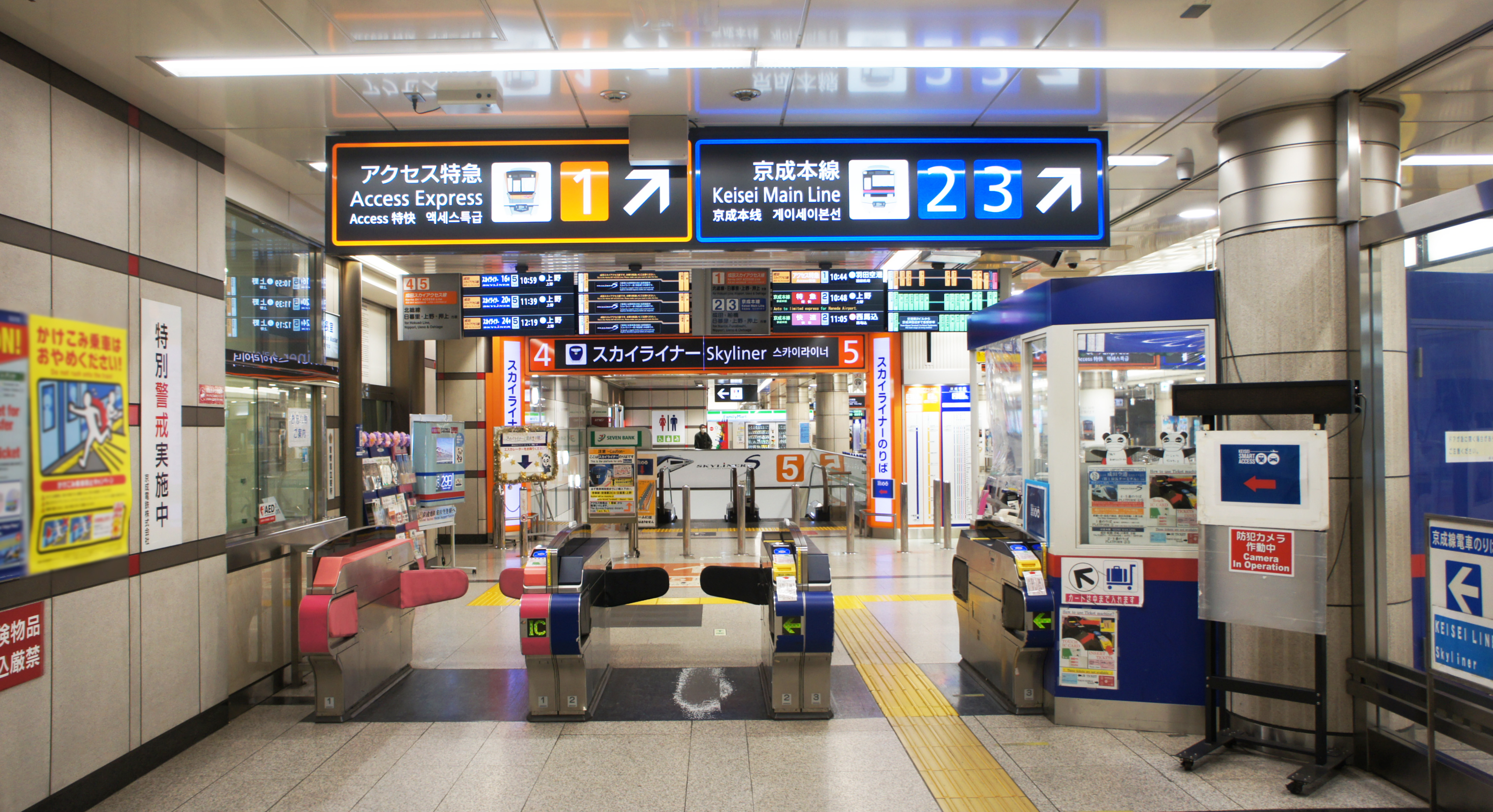
成田空港駅（京成線改札口）
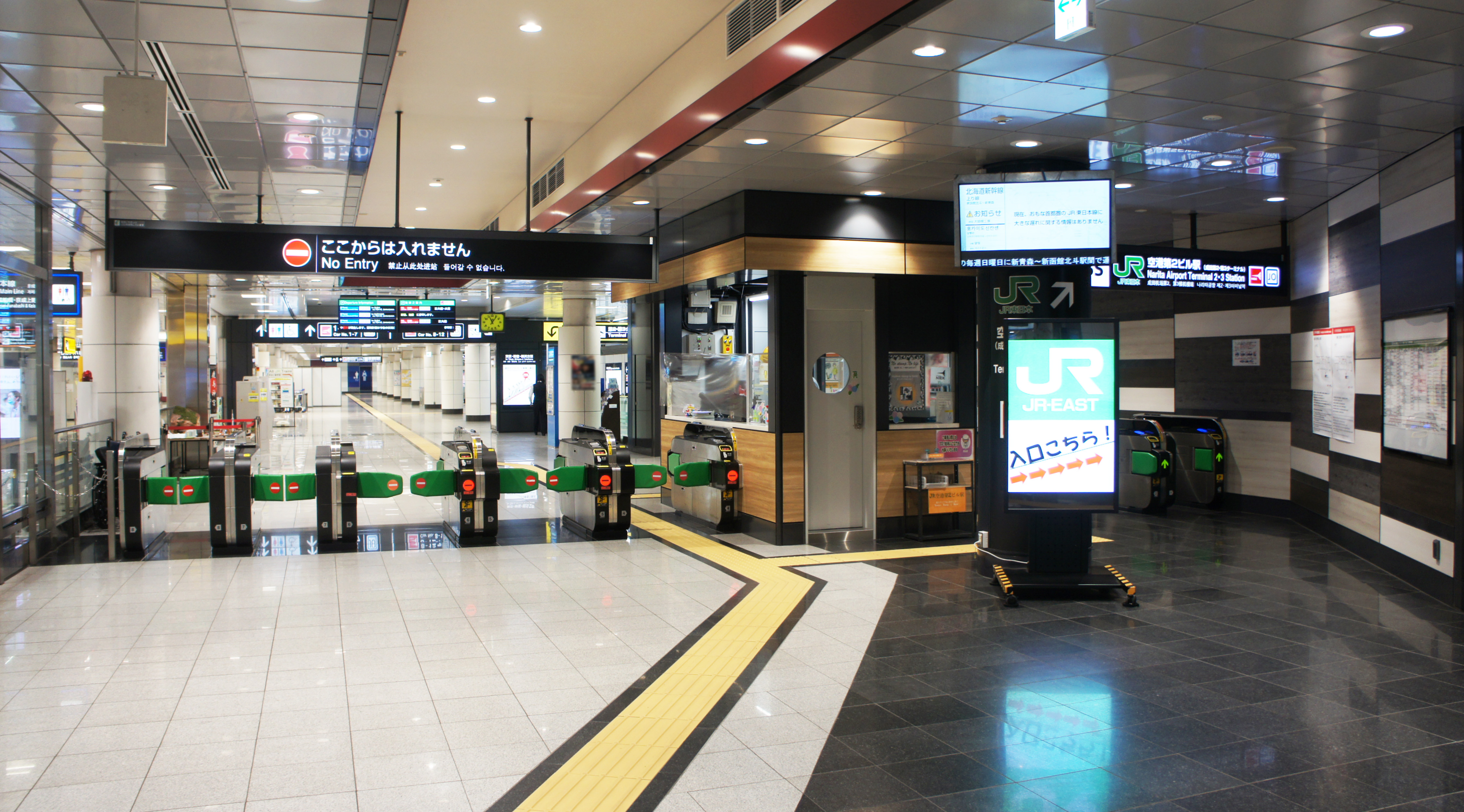
空港第2ビル駅（JR線改札口）
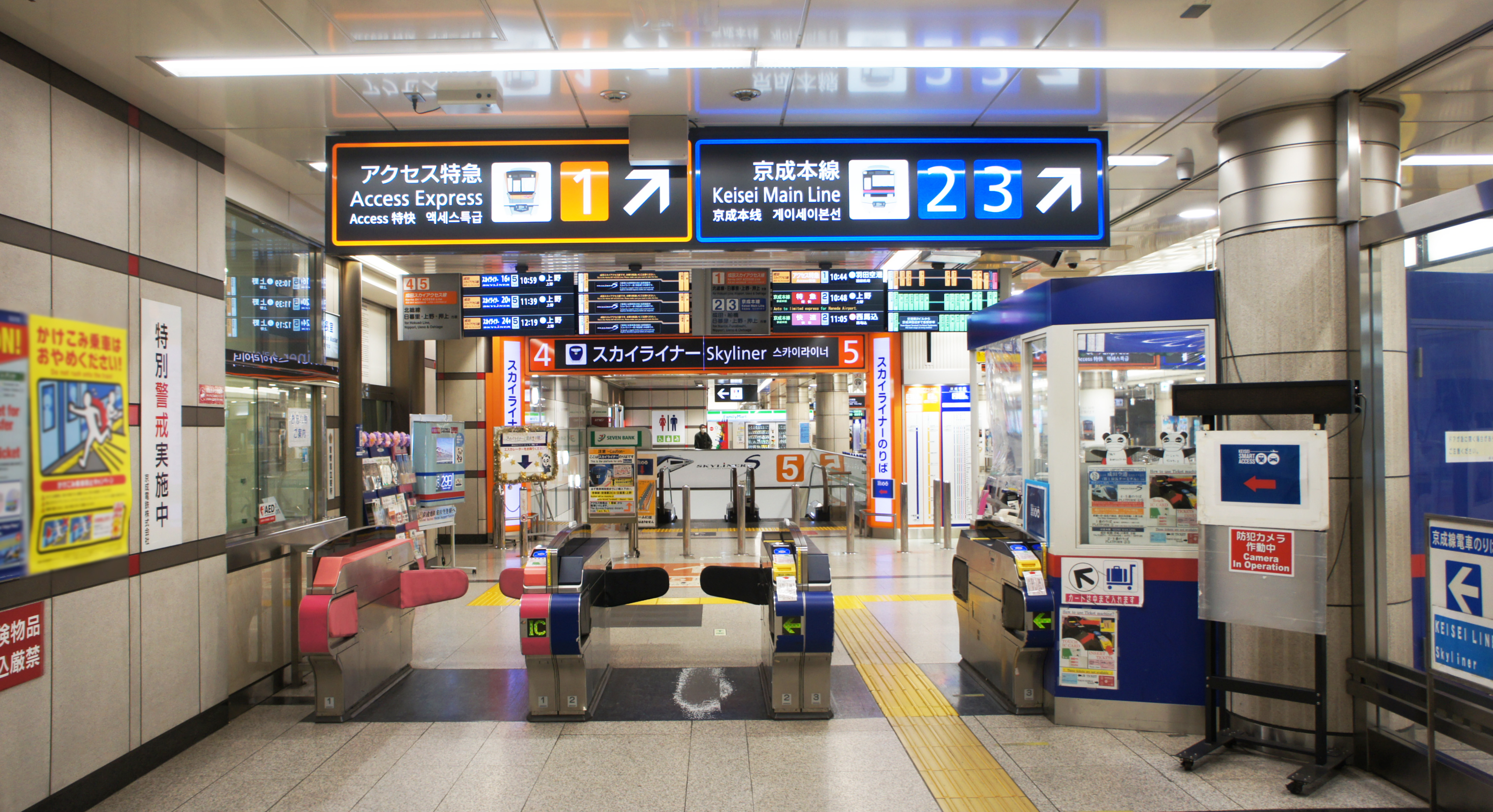
成田空港駅（京成線改札口）
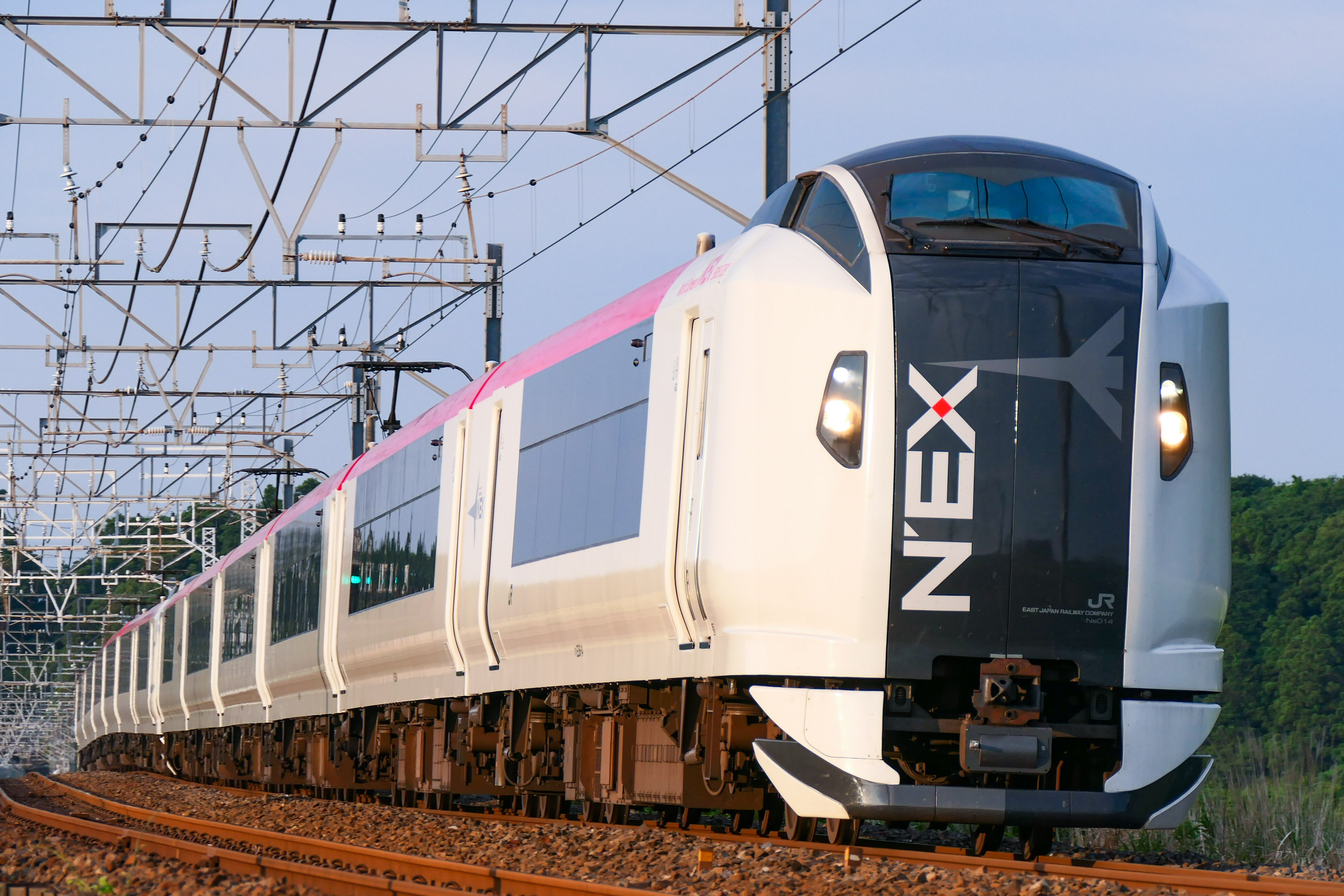
JR東日本E259系「成田エクスプレス」
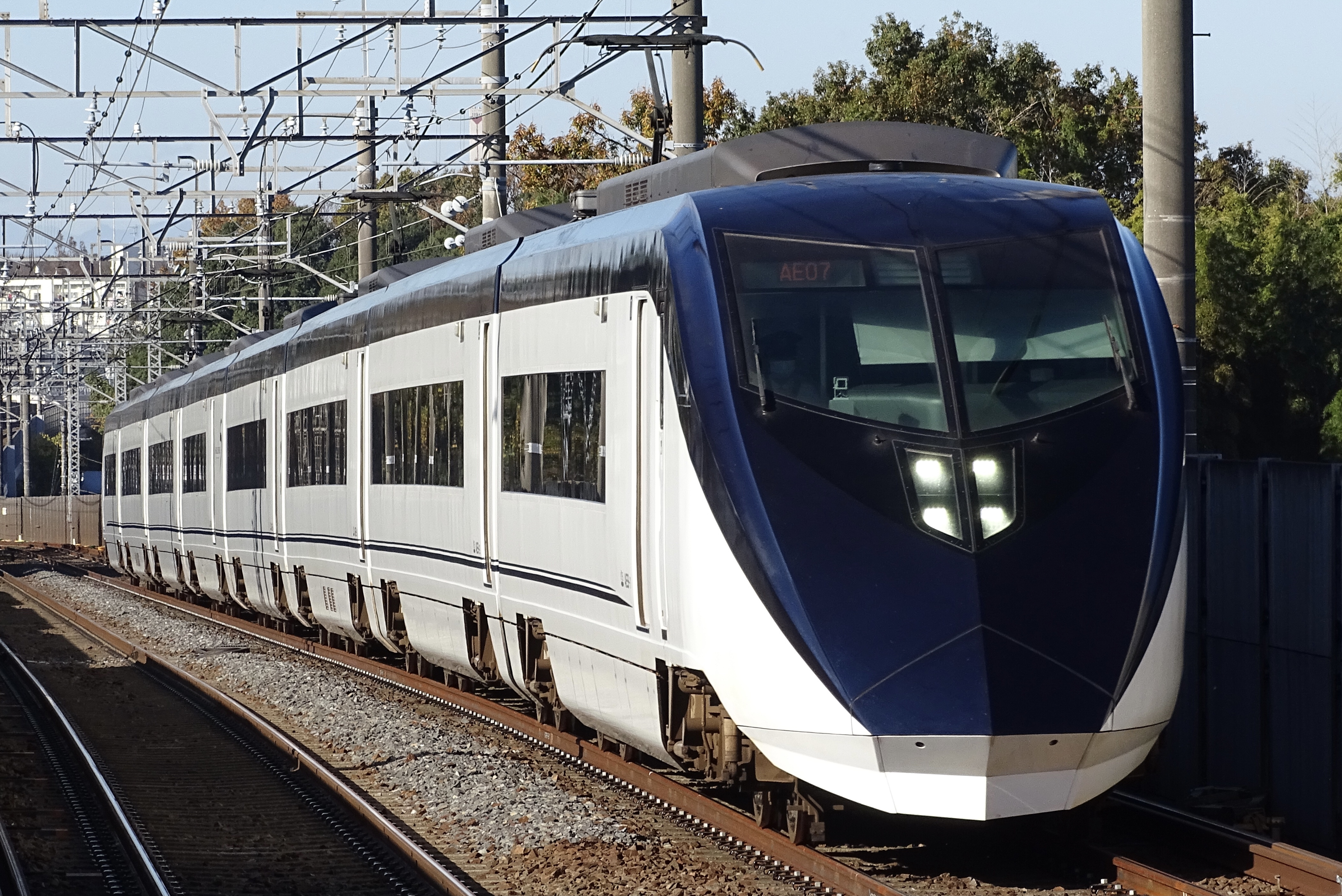
京成AE形「スカイライナー」

#### 大阪国際空港（伊丹空港）
- 大阪空港駅 - 大阪モノレール 本線

連絡列車
普通。路線記事を参照。
沿革
1997年（平成9年）4月1日 - 大阪モノレール線を延伸する形で、大阪空港駅が開業。
新線計画
2017年、阪急電鉄は宝塚本線の曽根駅から分岐して大阪国際空港への新線「伊丹空港連絡線」を検討していると報じられた。
なにわ筋線の事業化に向けて関係者の協議が進展し、なにわ筋線と関連する複数の新線構想が提起されている状況を踏まえ、国土交通省は、2017年7月に検討会を立ち上げて、「なにわ筋連絡線」「新大阪連絡線」「西梅田・十三連絡線」「大阪空港線」の需要推計・費用便益分析・収支採算性などの調査を行った。そして、2018年4月11日に「近畿圏における空港アクセス鉄道ネットワークに関する調査」の結果が発表された。大阪空港線は、阪急宝塚線を介して大阪都心部と空港とを直結し、バスから鉄道への転換を促進する路線と位置付けられた。梅田-空港間の移動時間が約6分短縮され、蛍池駅での乗り換えが無くなり、一時間以内に空港に着く60分圏人口が約122万人増えると見込まれている。向こう40年間で黒字転換する可能性は低く、採算性向上策の検討が必要であるが、費用便益比は1.4となり良好とされた。建設費は約700億円、輸送人員は一日当たり2.5万人と推計された。なにわ筋連絡線、新大阪連絡線、大阪空港線も整備すると、なにわ筋線の利用者がさらに増える相乗効果が出る可能性がある。なにわ筋線内の運転本数が毎時4本増えると、大阪空港線の輸送人員も+0.3万人増えると推計された。
その他
- 大阪モノレール線の大阪空港駅が開業する前は、阪急宝塚本線の蛍池駅が「大阪空港前駅（関西空港開港前は大阪国際空港前駅）」の副駅名を有していた。
- 1971年、運輸大臣の諮問機関だった都市交通審議会が大阪圏の鉄道整備基本計画を取りまとめ、大阪市営地下鉄四つ橋線を西梅田駅から十三駅まで延伸した上で、さらに延伸する「十三駅-伊丹空港-北伊丹駅」ルートが検討されたことがある[22]。
- 兵庫県の兵庫地区近郊整備区域建設計画として、JR西日本福知山線（JR宝塚線）伊丹駅から大阪国際空港までの空港アクセス路線を建設する「JR福知山線分岐線構想」と、阪急神戸本線武庫之荘駅付近から伊丹付近を経て大阪国際空港へと至る「阪神モノレール」の検討が行われていたが、両者共建設費を償還できる見込みはなく、事実上頓挫している。その後、2007年（平成19年）に新たに検討された構想として、LRTで同空港からJR伊丹駅、阪急伊丹駅、さらには伊丹市街地にアクセスする大阪国際空港広域レールアクセス構想もあったが、こちらも採算上の理由から実現される可能性が低くなっている。

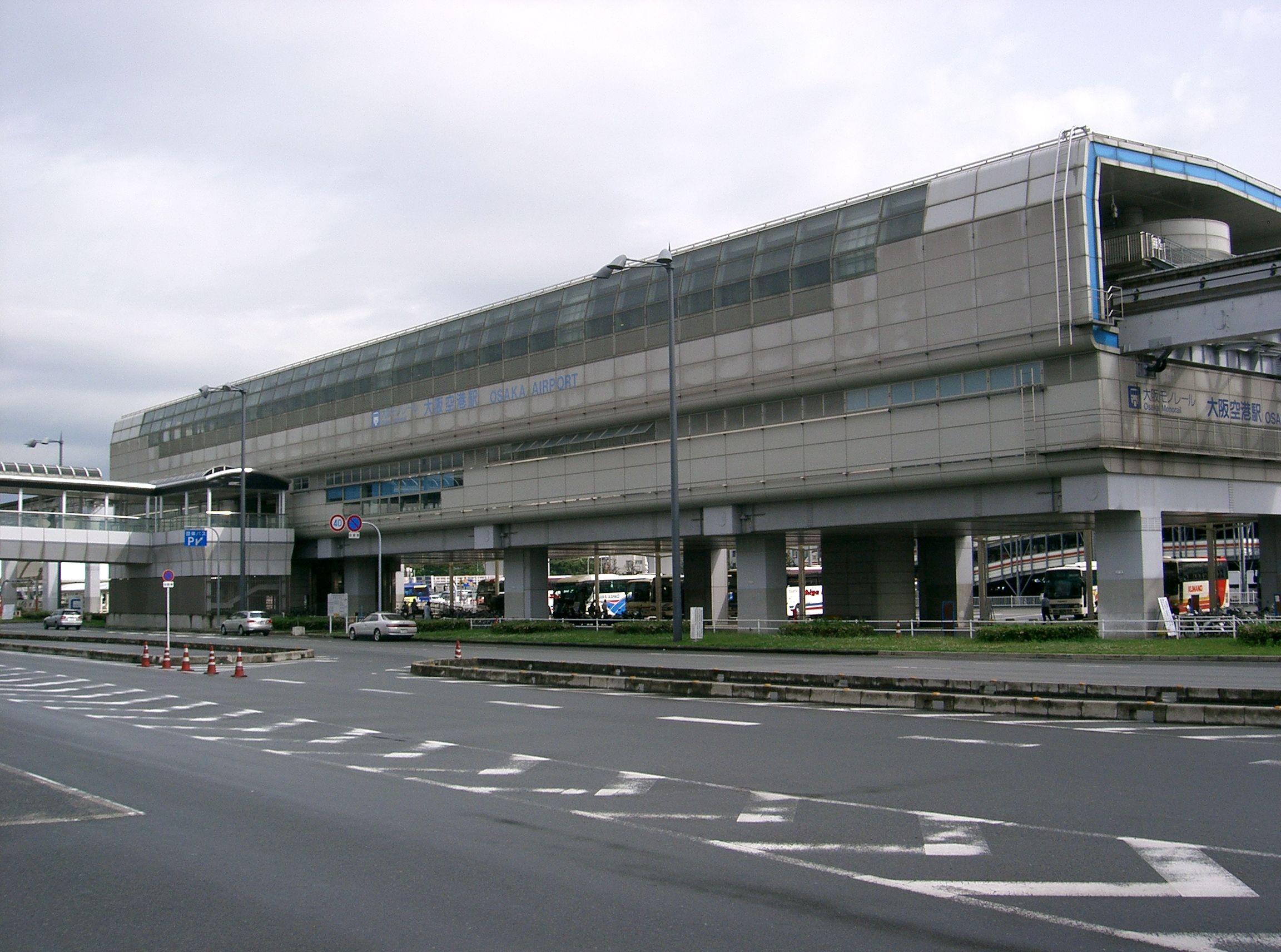
大阪空港駅
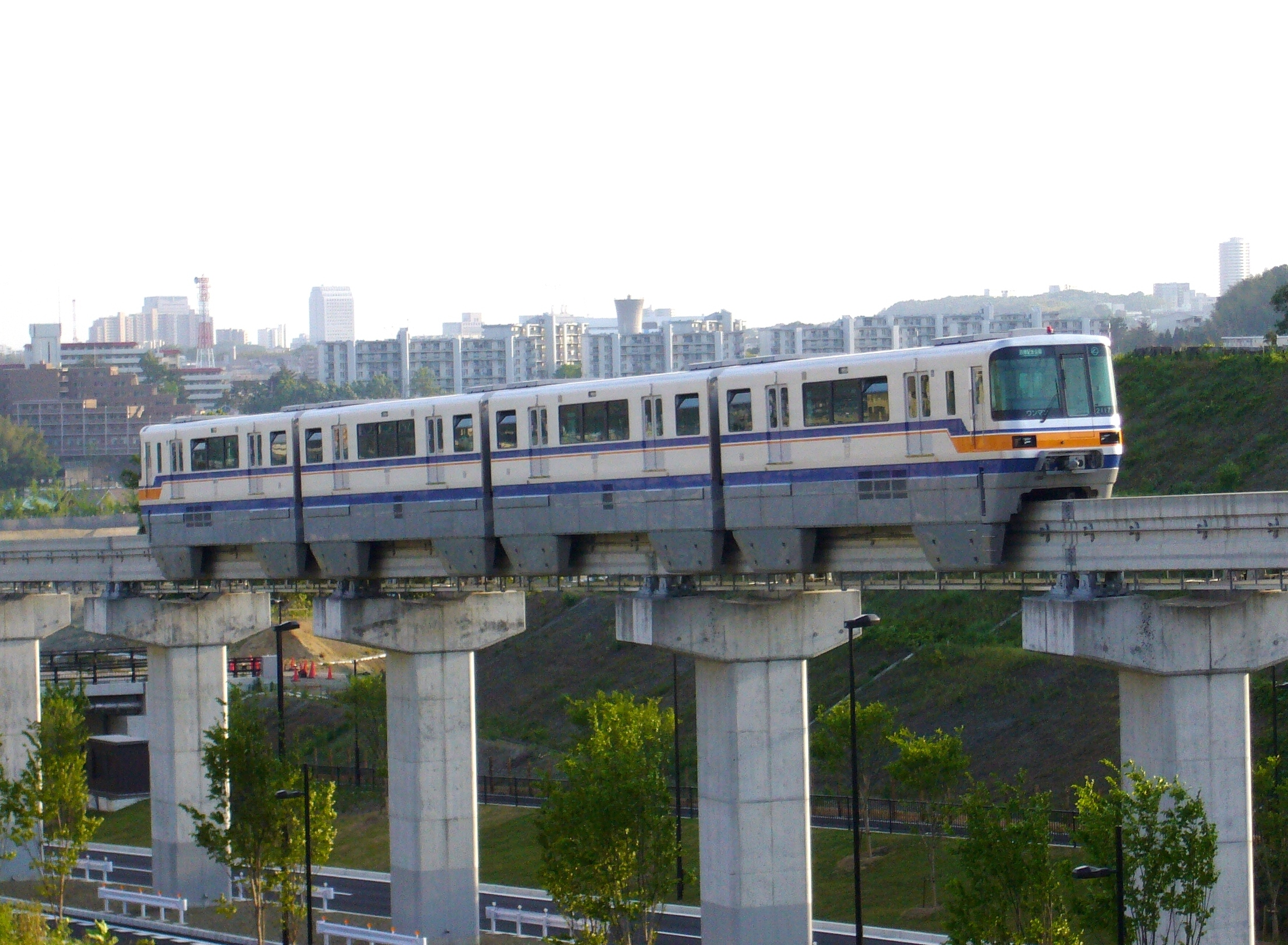
大阪モノレール本線

#### 関西国際空港
- 関西空港駅 - 西日本旅客鉄道 （JR西日本）関西空港線・南海電気鉄道空港線

第1ターミナルに直結しており、第2ターミナルへはバス連絡となる。
連絡列車（JR西日本）
特急「はるか」・関空快速・シャトルなど。路線記事を参照。
連絡列車（南海）
特急「ラピート」・空港急行・普通
沿革
1994年（平成6年）6月15日 - 同年9月4日の開港を前に、JR関西空港線と南海空港線が関西空港駅まで先行開業。特急「ラピート」などは開港日から運転を開始。
2019年（令和元年）7月10日 - 国土交通省がなにわ筋線の鉄道事業を許可した。なにわ筋線は、大阪駅からJR難波駅まで、および新今宮駅までを、なにわ筋の地下を経由して結ぶ短絡線として建設され、関西空港への移動時間の短縮を図る路線である。関西高速鉄道が第三種鉄道事業者として整備し、完成後にJR西日本および南海が第二種鉄道事業者として運行を行う計画である。2031年度（令和13年度）春開業予定。

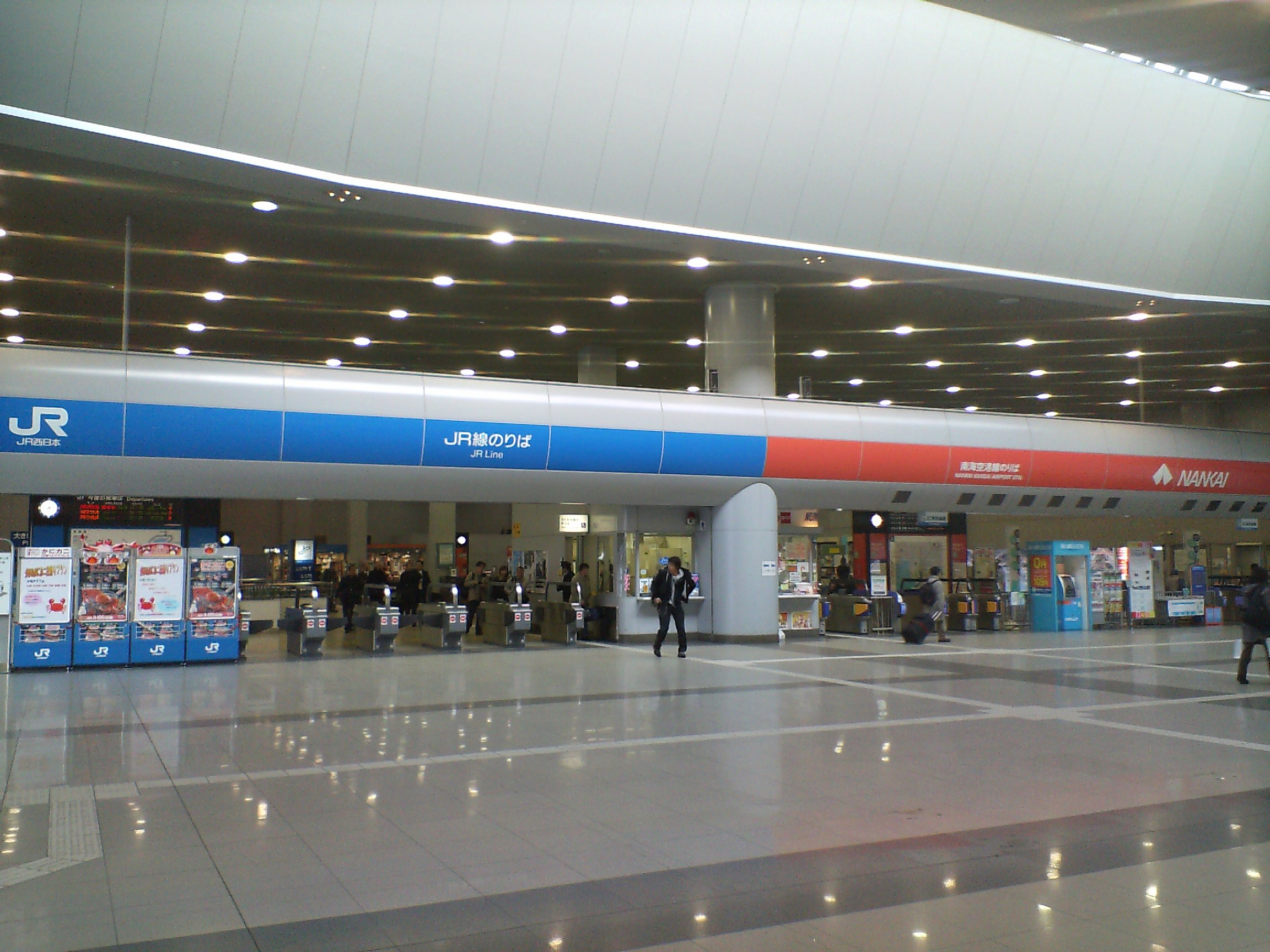
関西空港駅 （改札口。右側がJR西日本、右側が南海）
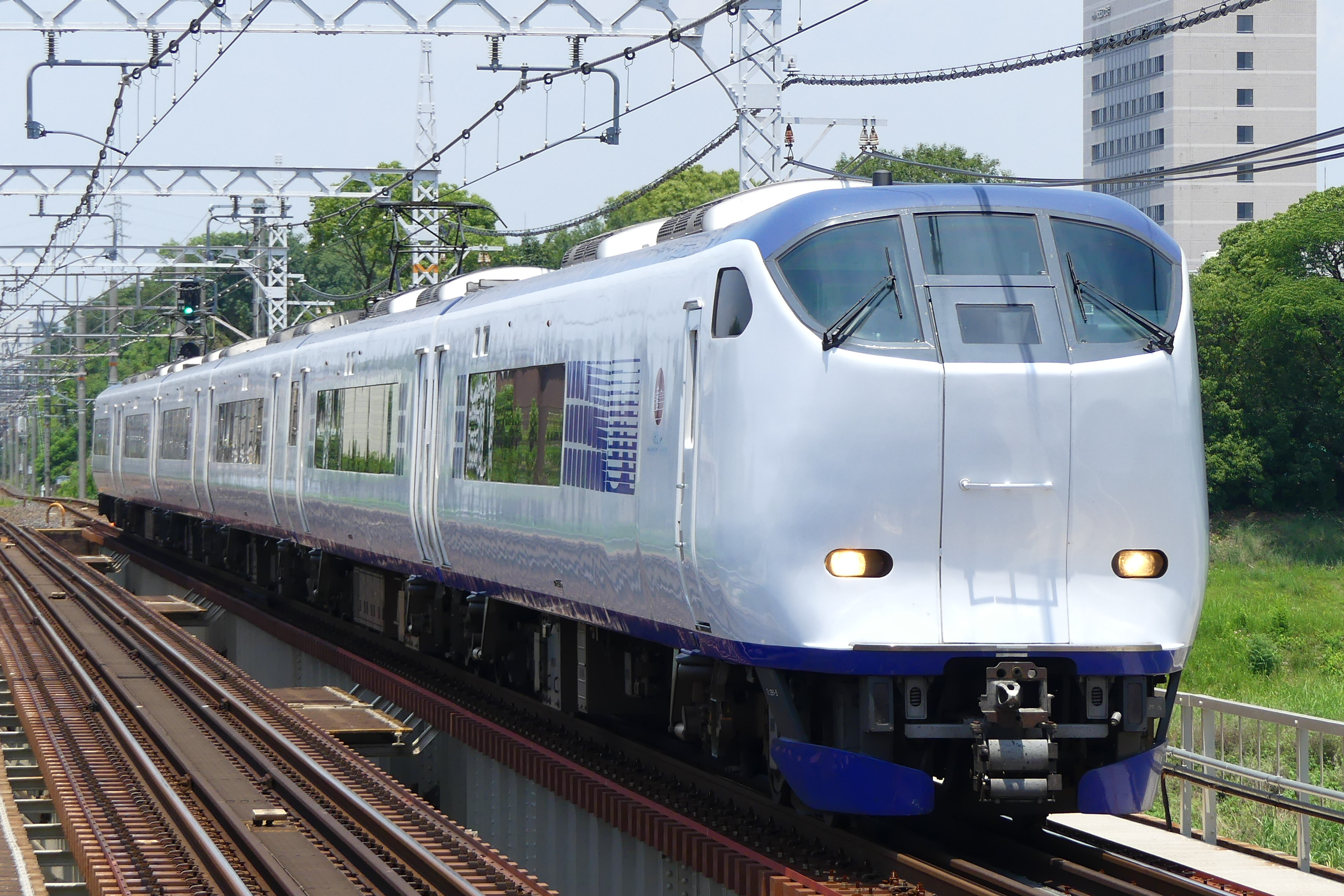
JR西日本281系 「はるか」
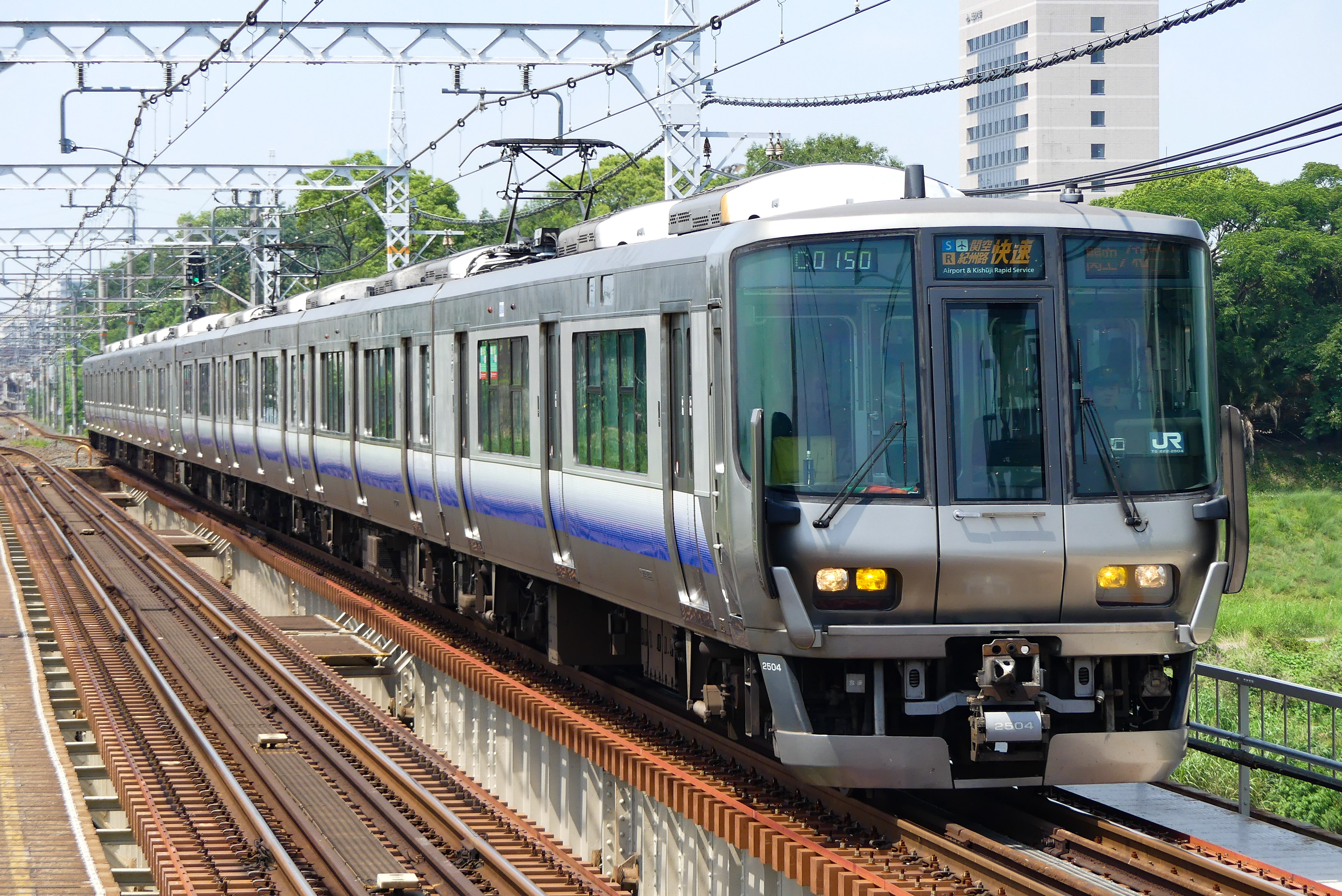
JR西日本223系 「関空快速」
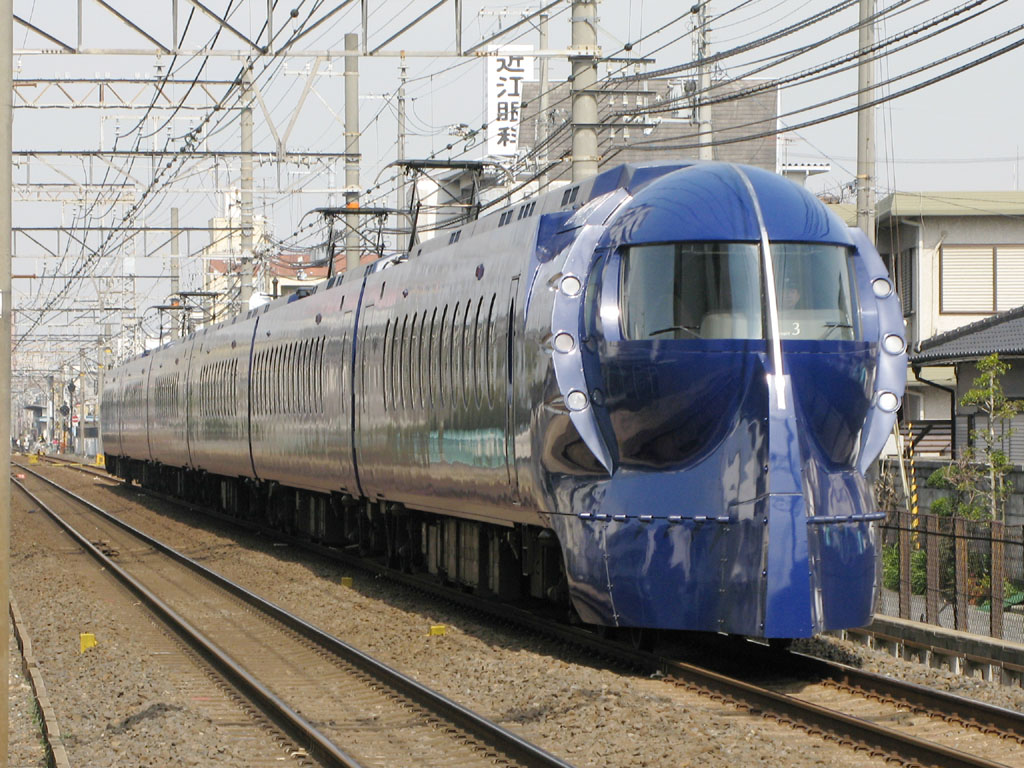
南海50000系 「ラピート」

#### 中部国際空港（セントレア）

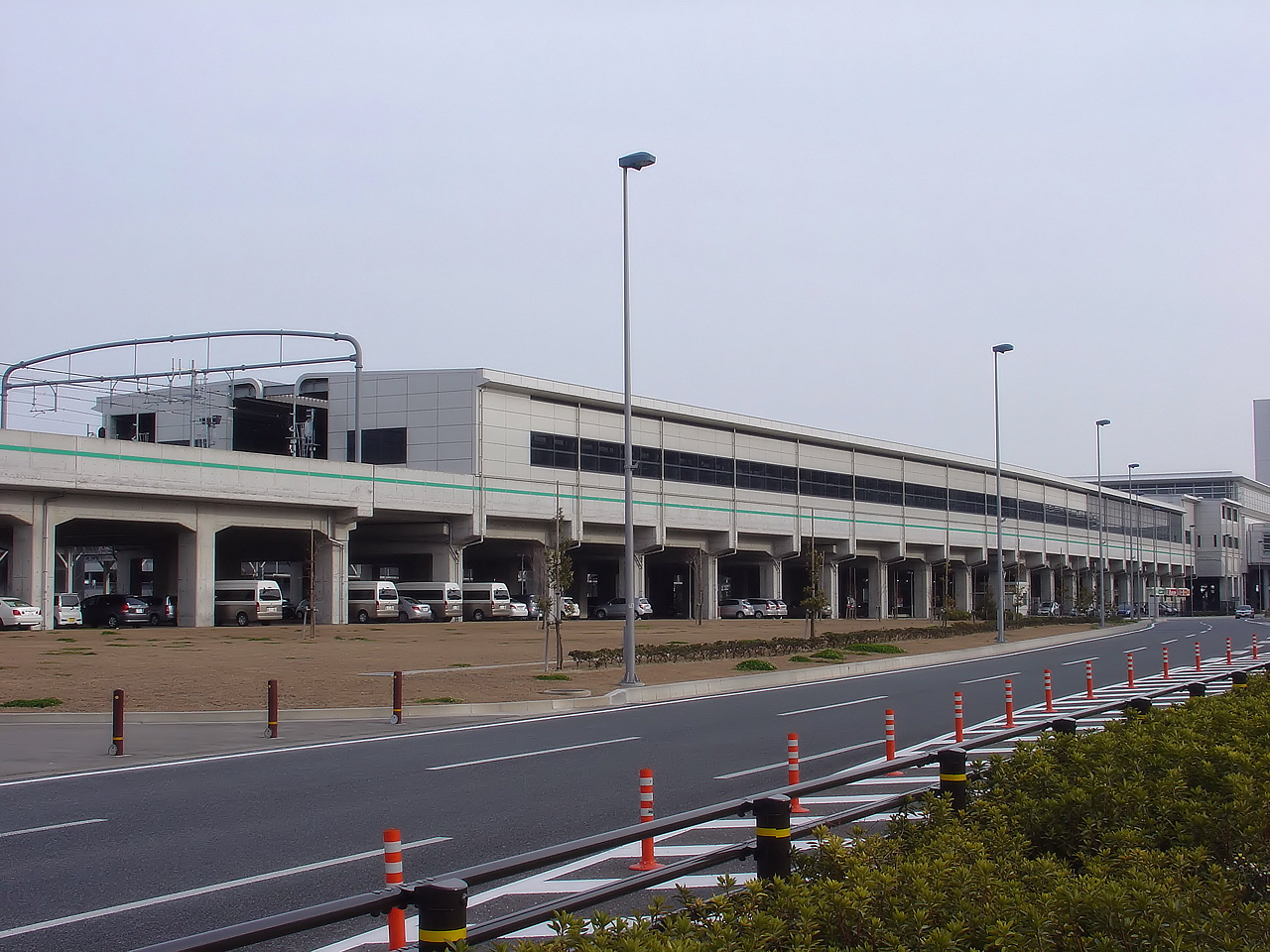
中部国際空港駅 - 名古屋鉄道空港線
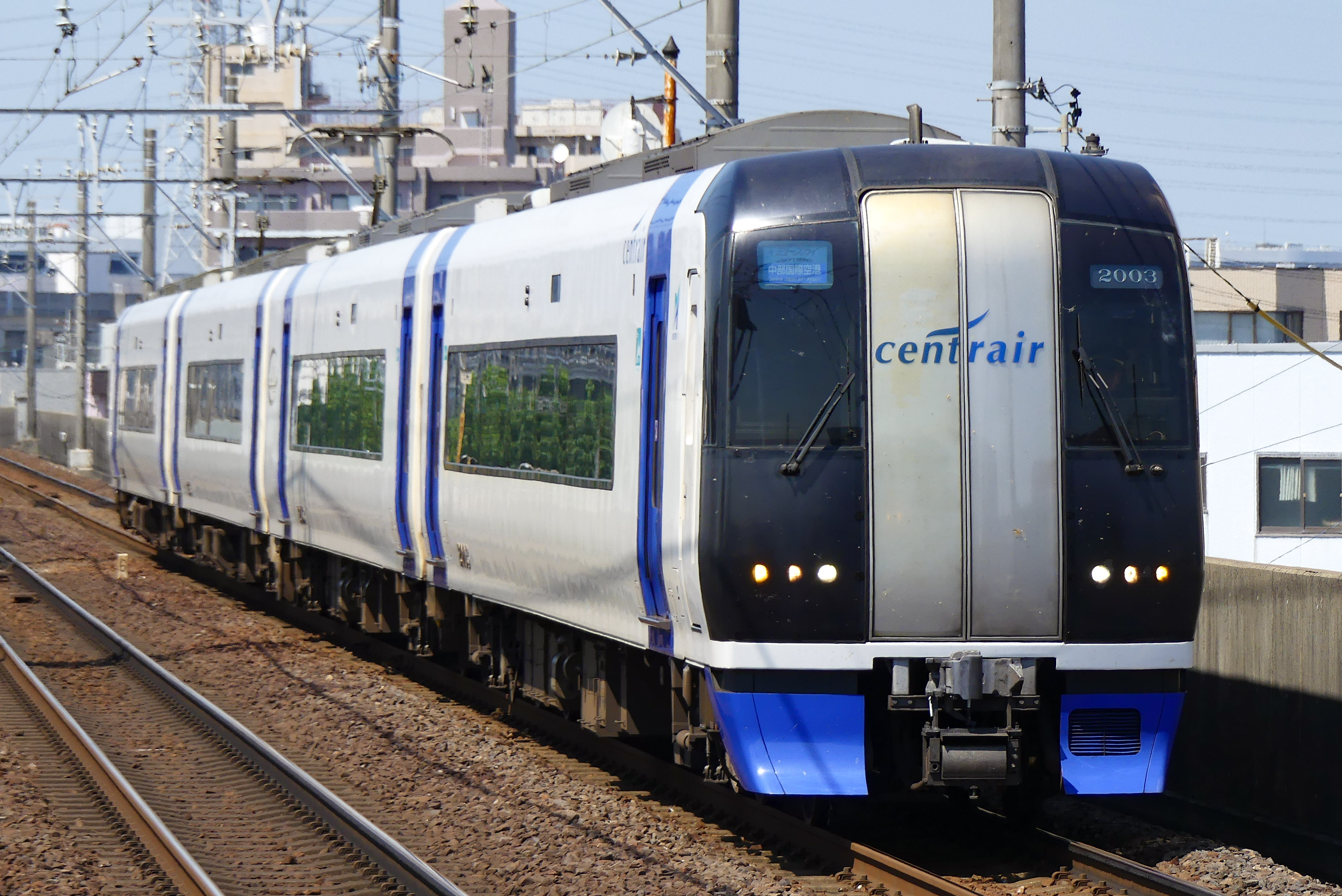
名鉄2000系 「ミュースカイ 」

第1ターミナルに直結しており、第2ターミナルへは徒歩連絡となる。
連絡列車
ミュースカイ・特急・準急・普通が運行されている。
沿革
2005年（平成17年）1月29日 - 同年2月17日の開港を前に、常滑線の常滑駅から延伸する形で、中部国際空港駅が先行開業。但し、中部国際空港で勤務する空港職員の輸送のため、2004年10月から空港職員に限り鉄道で空港に入る事が出来た。
その他
東海旅客鉄道（JR東海）武豊線の乙川駅から分岐して中部国際空港駅までの新線を建設し、東海道線（大府駅で武豊線と連絡）の名古屋駅から空港方面への直通列車を運転する構想が存在したが、開港後の2024年（令和6年）時点では実現していない。
また、名古屋臨海高速鉄道あおなみ線を金城ふ頭駅から海底トンネルか海上橋を建設して中部国際空港まで延伸する構想も存在したが、建設費（当時公表された推定総工費2000億円）が大きくなるため撤回された。その後、名鉄常滑線新舞子駅までの延伸が再検討されている（事業費は約800億円と試算）。
- 中部国際空港駅
- 名鉄2000系
「ミュースカイ 」

#### 新千歳空港

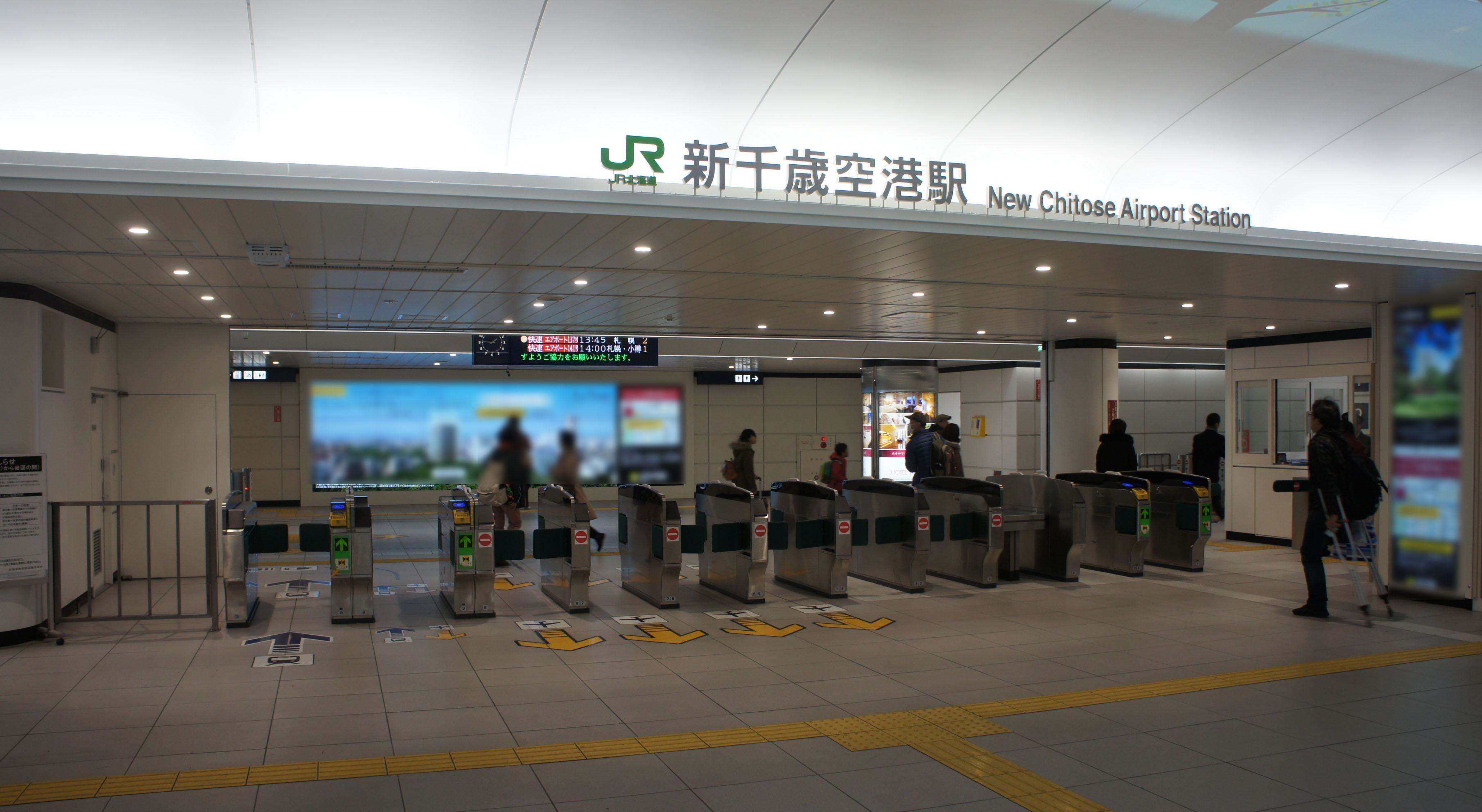
新千歳空港駅 - 北海道旅客鉄道（JR北海道）千歳線（支線）
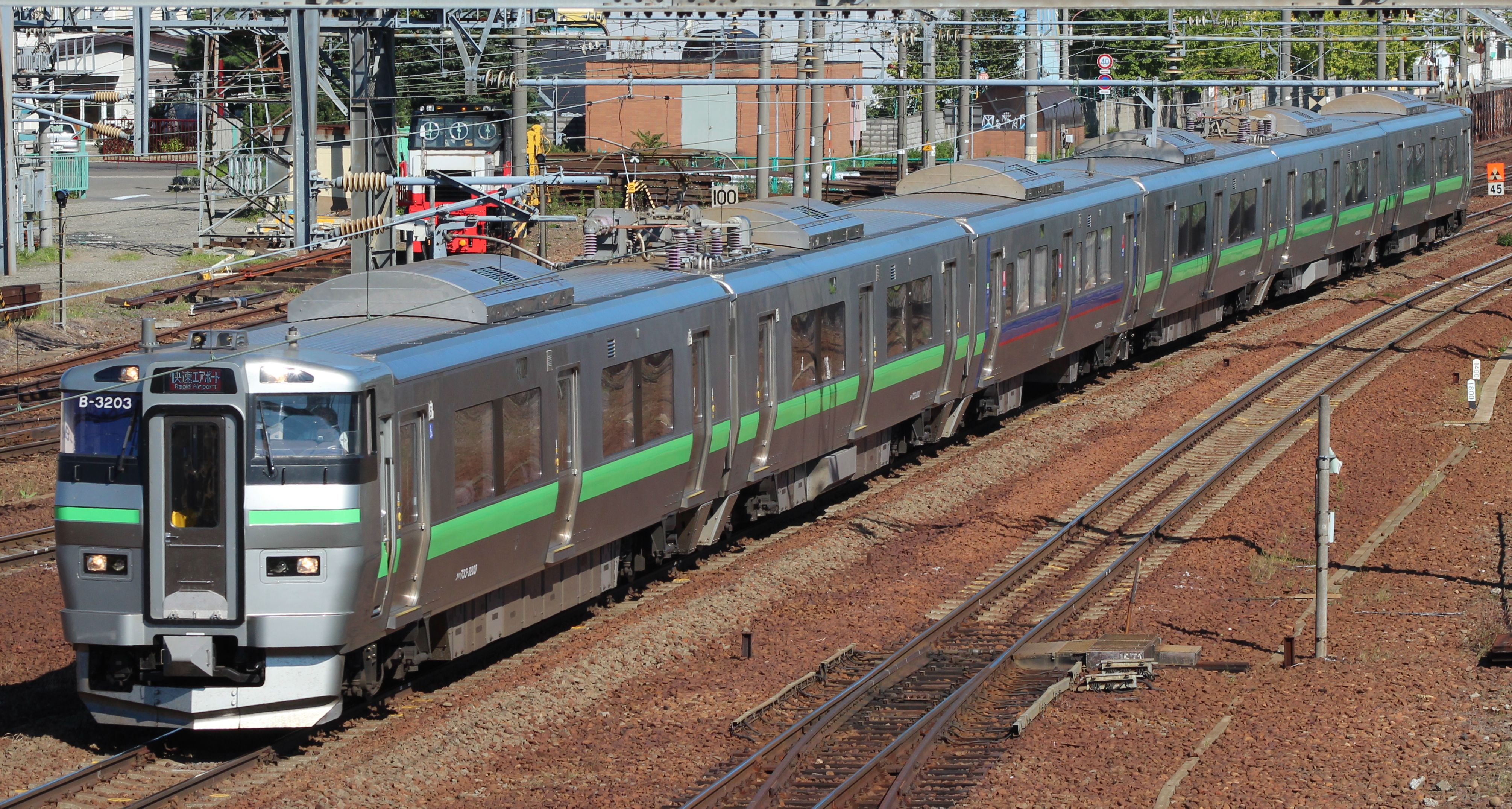
快速「エアポート」

連絡列車
朝晩以外は全て快速・特別快速・区間快速「エアポート」として運行。
日中時間帯は毎時6本10分間隔で運行されている。札幌行き4本、小樽行き（札幌経由）2本である。
沿革
1980年（昭和55年）10月1日 - 日本国有鉄道（国鉄）が千歳線上に旧・千歳空港へのアクセスを目的として千歳空港駅を開設。国鉄初の空港アクセス鉄道となった。旅客ターミナルビルとは連絡橋で結ばれていた。
1987年（昭和62年）4月1日 - 国鉄分割民営化により、JR北海道に継承。
1988年（昭和63年）9月26日 - 千歳空港-新千歳空港間の支線工事を着工。
1992年（平成4年）7月1日 - 新千歳空港ターミナルビルの供用開始に合わせて、千歳線千歳空港駅から新千歳空港駅に至るまでの路線が開業。なお、これにより千歳空港駅は南千歳駅と改称し、新千歳空港駅からの直通列車がない区間・路線への乗換駅となる。
2016年（平成28年）3月26日 - 遅延時、ダイヤの乱れの影響が広域に波及するのを抑えるため、特急「スーパーカムイ」の直通運転（札幌 - 新千歳空港間は快速「エアポート」として運転）を廃止。

- 新千歳空港駅（改札口）
- 快速「エアポート」

#### 仙台空港

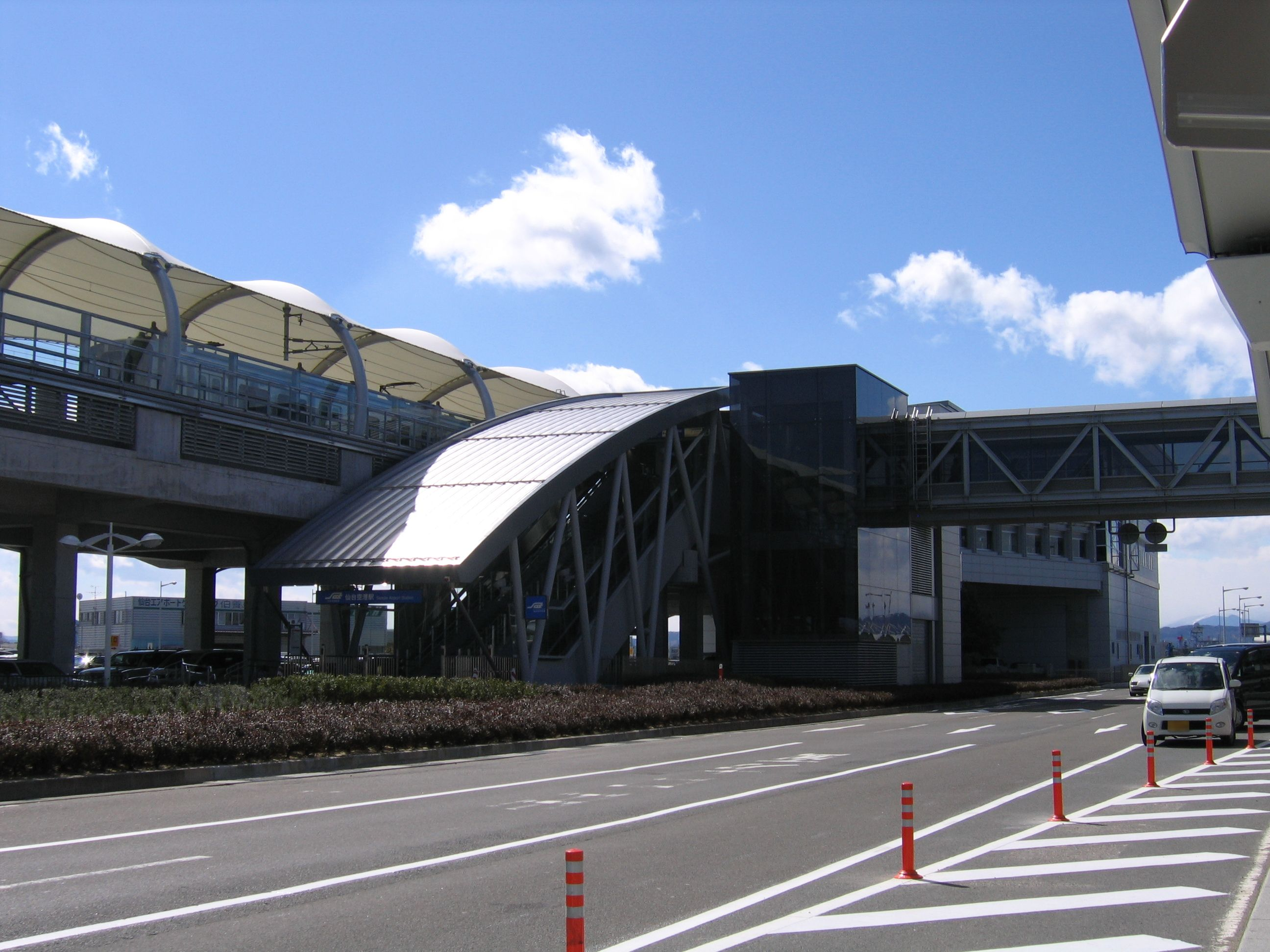
仙台空港駅 - 仙台空港鉄道仙台空港線
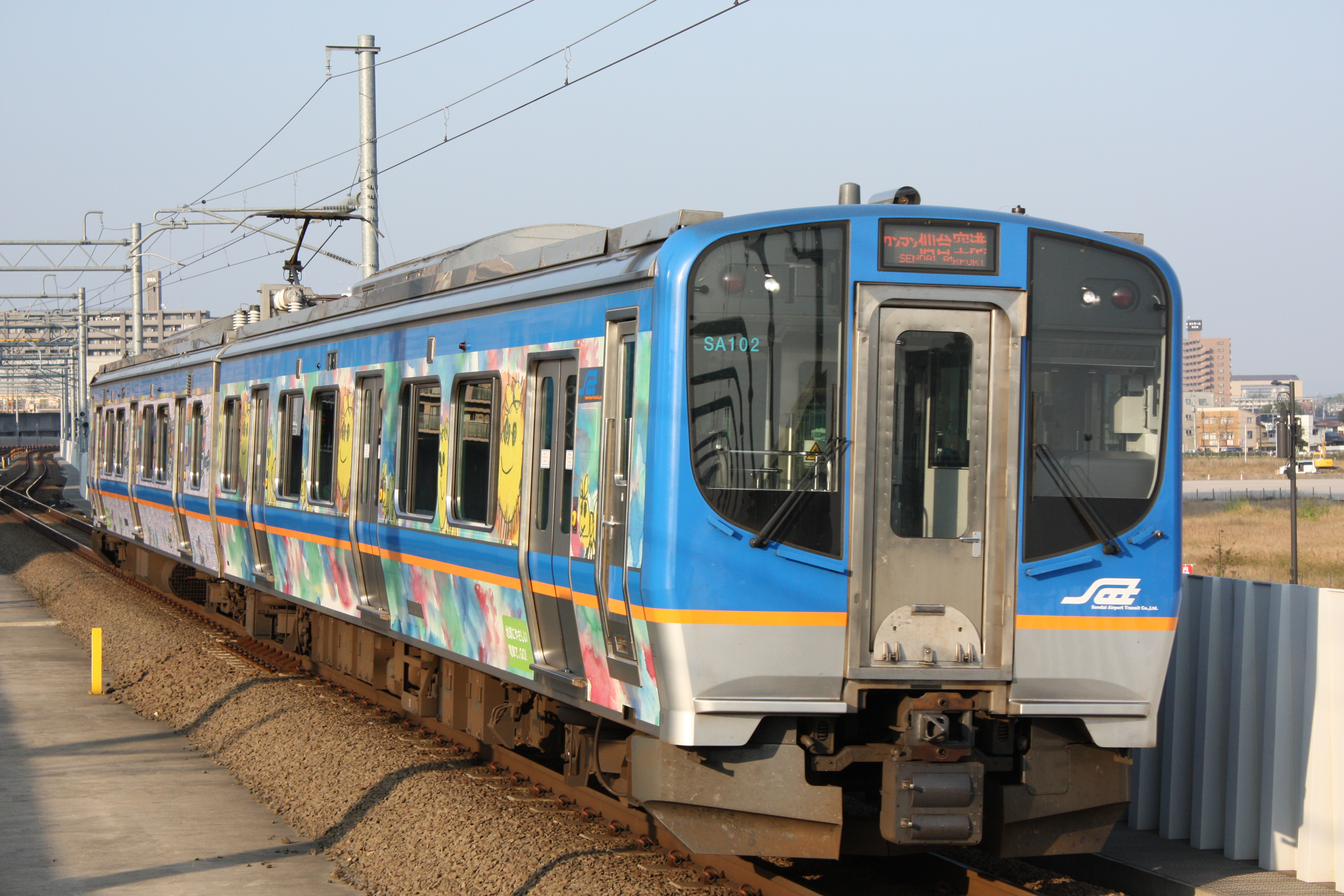
仙台空港鉄道 SAT721系電車

連絡列車
「仙台空港アクセス線」（快速・普通列車。仙台駅 - 仙台空港駅間毎時2 - 3本程度）
沿革
2007年（平成19年）3月18日 - 東北本線名取駅より分岐する形で、仙台空港線と仙台空港駅を開業。開業時より東日本旅客鉄道（JR東日本）と相互直通運転を開始。
その他
仙山線との直通運転が臨時列車にて数回行われた。
仙台空港線が開業するまで、東北本線の館腰駅には「仙台空港口」という副駅名が付けられていた。2010年（平成22年）3月までは館腰駅から仙台空港までの連絡バスが設定されており、同駅は空港の玄関駅に位置づけられていた。
- 仙台空港駅
- 仙台空港鉄道
SAT721系電車

#### 神戸空港

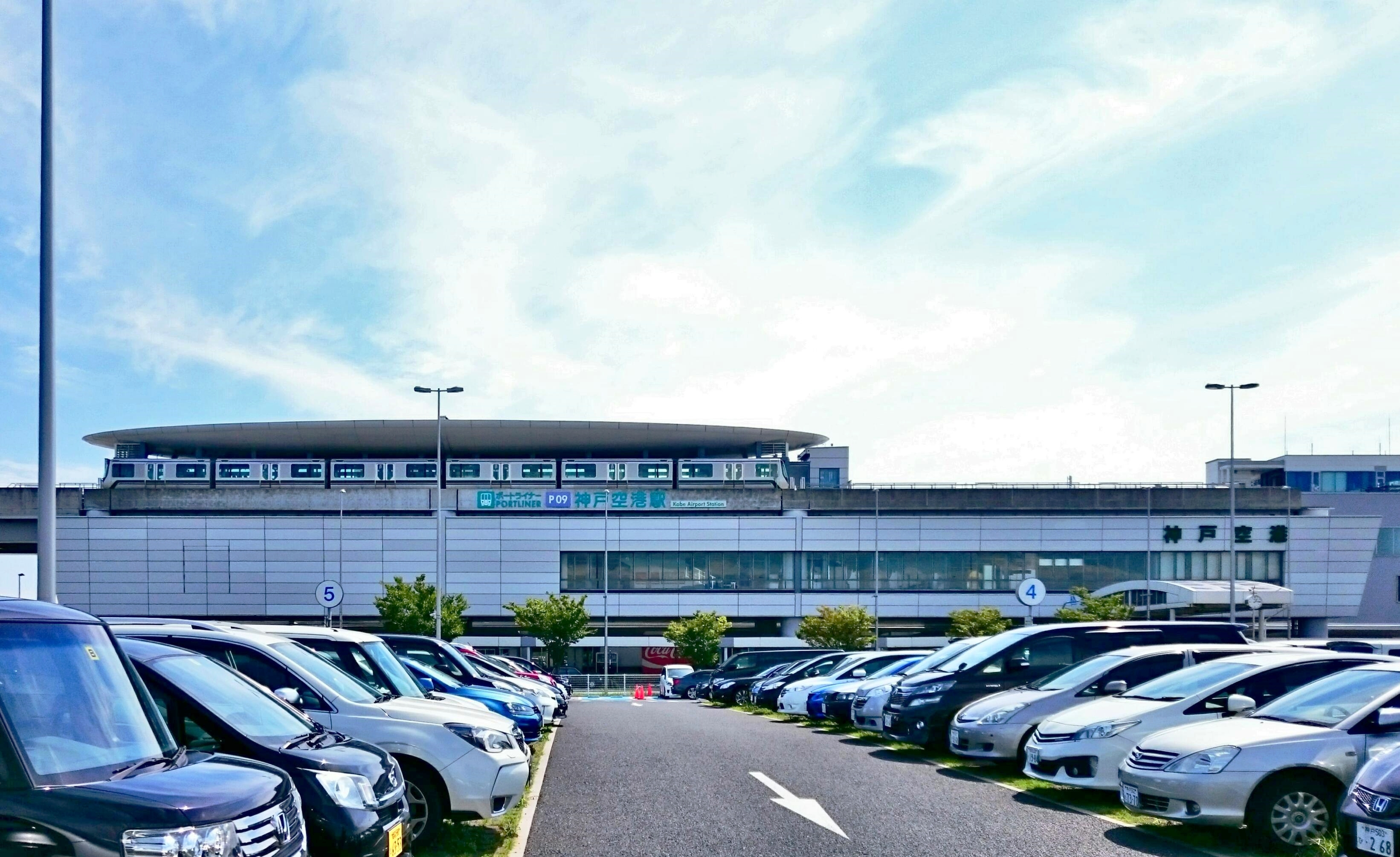
神戸空港駅 - 神戸新交通ポートアイランド線（ポートライナー）

連絡列車
普通。路線記事を参照。
沿革
2006年（平成18年）2月2日 - 2月16日の空港開港を前に、市民広場駅から延伸する形で、神戸空港駅まで先行開業。快速列車（後に廃止）の運行開始。
新線計画
神戸市は、神戸空港と三宮都心部を結ぶ新たな地下鉄路線の構想を打ち出した。2030年度に国際線定期便が就航することで利用者が増加し、現状のポートライナーのみでは輸送能力が不足するためで、実現すると新神戸駅から神戸空港までが鉄道路線で結ばれることになる。ルートはポートアイランド西部の大学・病院集積地を通るA案と、フラワーロードから南下して神戸空港に直結するB案が挙がっており、今後の需要調査でルートが決定する見込みである。

- 神戸空港駅

#### 米子空港

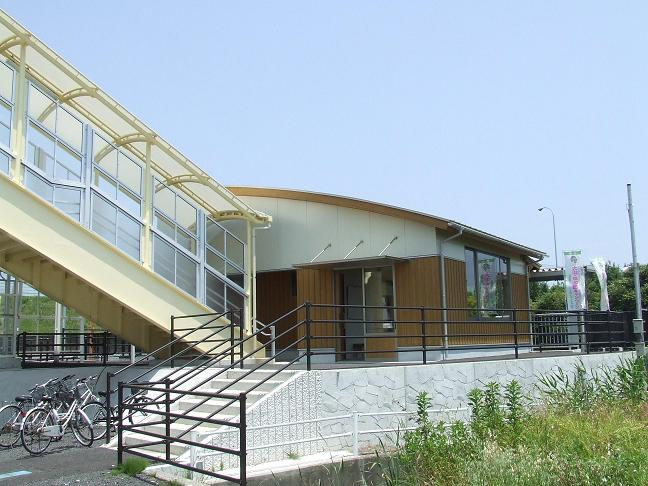
米子空港駅 - JR西日本境線

連絡列車
快速「みなとライナー」・普通。路線記事を参照。
沿革
2008年（平成20年）6月15日 - 空港滑走路延長に伴う同線の経路変更と同時に、従来の大篠津駅を移転の上、改称する形で米子空港駅が開業。
- なお、1955年（昭和30年）の美保飛行場における民間航空路開設から1980年（昭和55年）に空港ターミナルビルが現在地に移転するまでの間は、空港ターミナルが大篠津駅に隣接する位置にあった。

その他
米子空港駅の移転設置前は、隣の中浜駅、それに移転前の大篠津駅がそれぞれ空港近傍の駅となっていた。
- 米子空港駅

#### 山口宇部空港
- 草江駅 - JR西日本 宇部線 （空港から約600m、徒歩8分） 駅や空港での案内表示はあるものの、県道を横断する必要があるなど道順がわかりにくいこともあり、長らくアクセスとしては機能していなかったが、昨今では空港の公式ウェブページにおいても徒歩約10分と表記され、「JR時刻表」（交通新聞社）にも最寄り駅として掲載されるようになっている。

#### 福岡空港

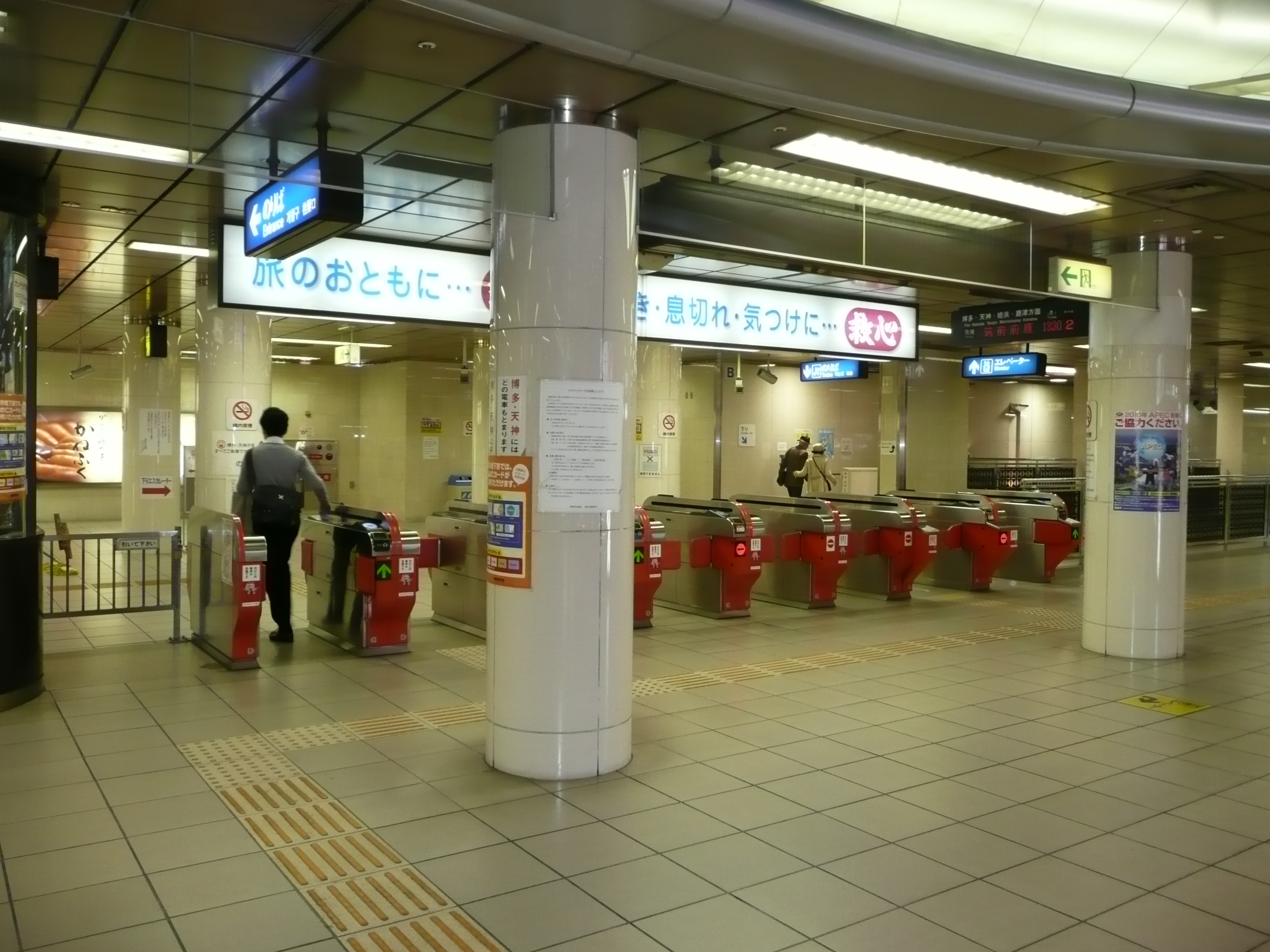
福岡空港駅 - 福岡市地下鉄空港線
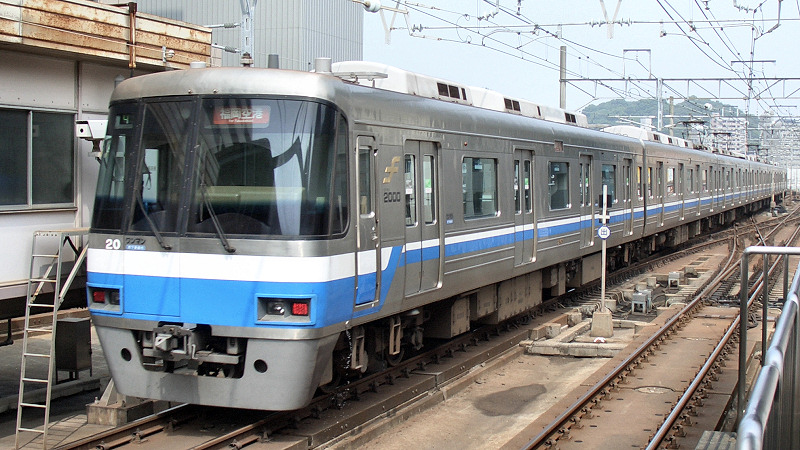
福岡市地下鉄空港線

連絡列車
普通。JR筑肥線筑前前原・西唐津方面からの直通便あり。路線記事を参照。
沿革
1993年（平成5年）3月3日 - 既存路線を延長する形で福岡空港駅が開業。同時に1号線を空港線に、2号線を箱崎線に改称。
その他
駅は空港東側の国内線ターミナル寄りの地下にあり、空港西側の国際線ターミナルへは国内線ターミナル前からシャトルバス（無料）により連絡されている。
- 福岡空港駅（改札口）
- 福岡市地下鉄空港線

#### 宮崎空港
- 宮崎空港駅 - 九州旅客鉄道 （JR九州）宮崎空港線

連絡列車
特急・普通。一部は日豊本線からの乗り入れ。路線記事を参照。
沿革
1996年（平成8年）7月18日 - 日南線に新設された田吉駅から分岐する形で、宮崎空港線と宮崎空港駅が開業。

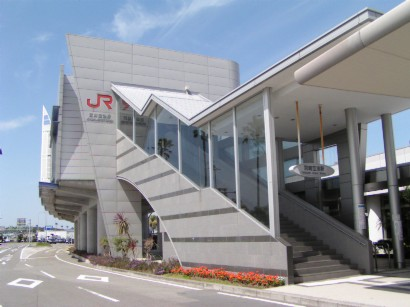
宮崎空港駅
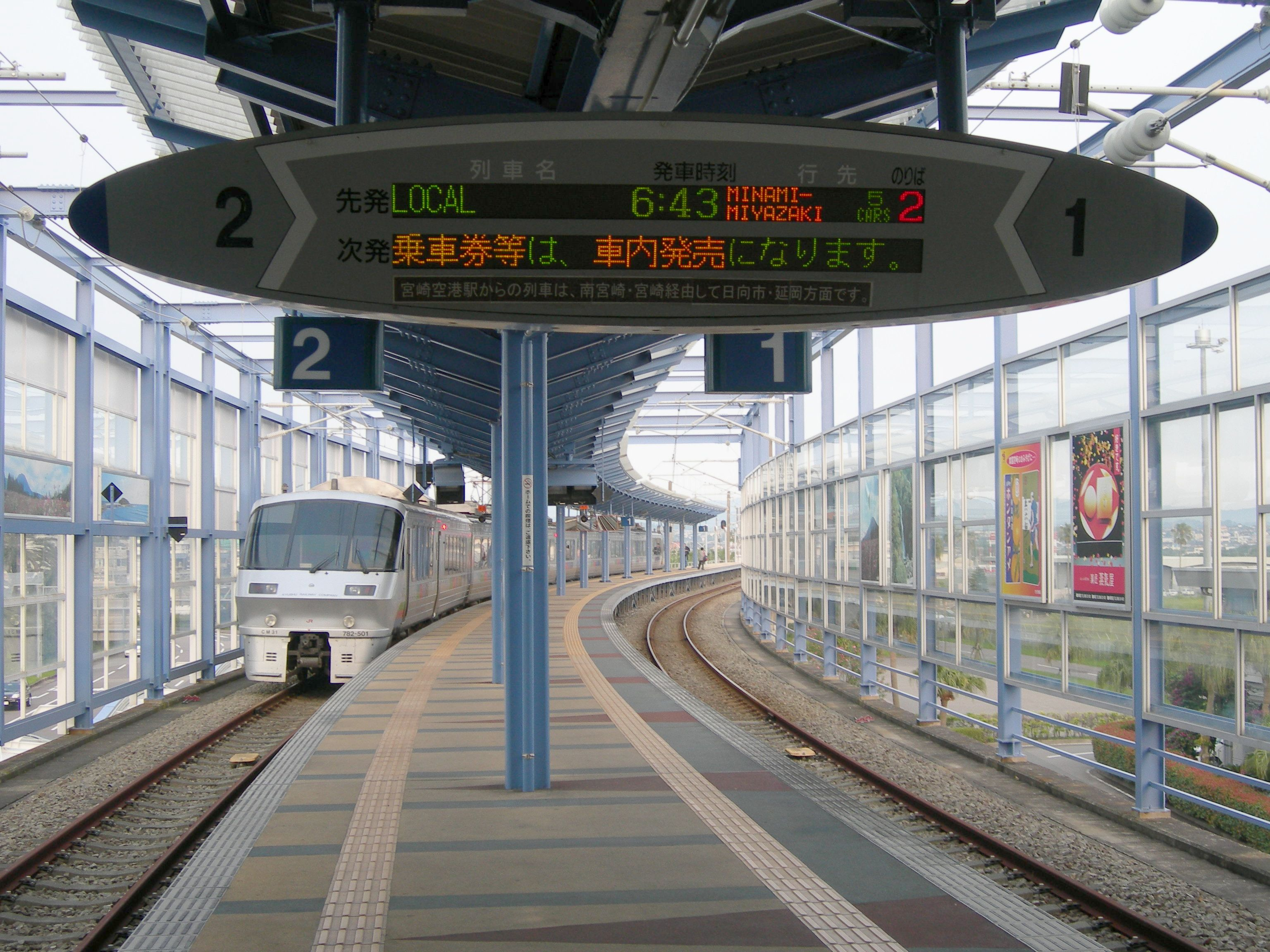
宮崎空港線ホーム

#### 那覇空港
- 那覇空港駅 - 沖縄都市モノレール沖縄都市モノレール線（ゆいレール）

連絡列車
普通。路線記事を参照。
沿革
2003年（平成15年）8月10日 - モノレール線の開業と同時に、那覇空港駅が開業。

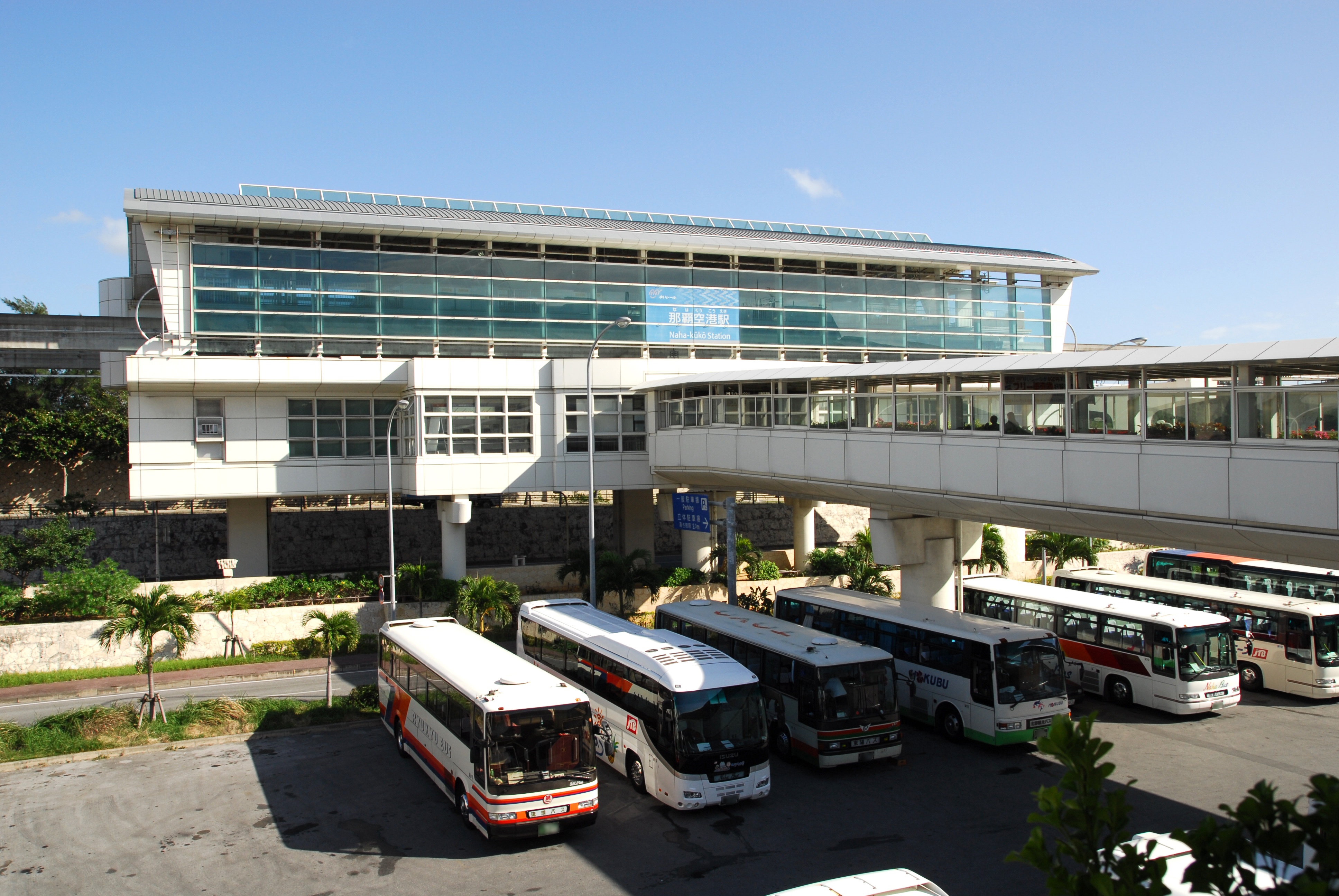
那覇空港駅
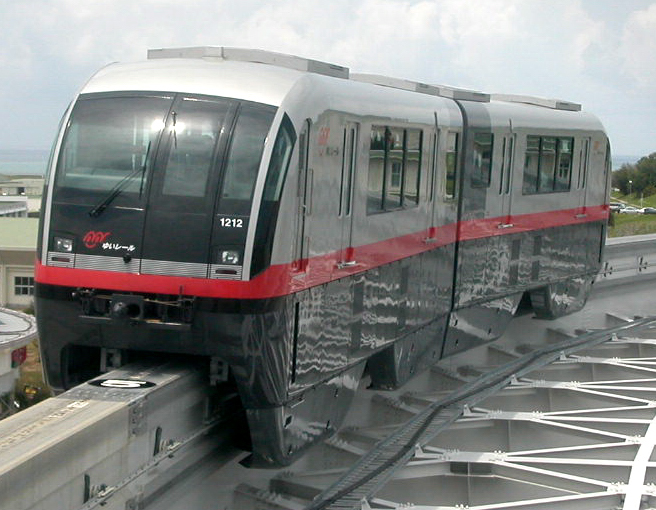
沖縄都市モノレール線

#### 駅から徒歩圏内にある空港
鳥取空港
- 鳥取大学前駅 - 西日本旅客鉄道 （JR西日本）山陰本線

なお、花巻空港の名を冠した東日本旅客鉄道 （JR東日本）東北本線の花巻空港駅は、空港から約4 km離れている。

#### その他の空港アクセス路線計画・構想
札幌飛行場（丘珠空港）
リージョナルジェットが通年運航できるようにするため、丘珠空港の滑走路を延伸した上で、札幌市営地下鉄東豊線を空港まで延伸する構想がある。また、鉄軌道を持たない石狩市では、札幌市への都市索道（都市型ロープウェイ）を導入し、丘珠空港へのアクセス路線にする構想がある。石狩市では札幌方面への通勤・通学手段はバスや自家用車しかないが、積雪時に安定した運行ができず、交通渋滞も生じている。さらにバス・タクシーの運転手不足も問題となっている。過去に石狩鉄道や石狩モノレールの建設が計画されたが実現しなかった。そこで、石狩湾新港地区を起点に、市中心部の花川地区を通り、札幌市内の鉄道空白地帯を経由して、JR北海道や札幌市営地下鉄の駅につなぐフィーダー路線としての都市索道の導入を検討している。2023年11月22日に公表された事業概要書では、函館本線手稲駅につなぐ「手稲ルート」、地下鉄南北線麻生駅につなぐ「麻生ルート」、地下鉄東豊線栄町駅を通って丘珠空港につなぐ「栄町ルート」の3案が候補となっている。民間事業者との対話を通じて、新たな軌道系交通の整備・運営への参入意向、想定する施設計画、事業スキーム、各種条件などに関する意見・要望などを聞くサウンディング調査を実施し、2024年2月末に導入可能性調査の報告書とともに調査結果を公表する。2025～26年度に建設・運営事業者の選定、27～32年度に設計・施工、32年度からの供用開始を目指している。
函館空港
函館市電・湯の川電停から空港へ乗り入れる約4kmの延伸案が議論されており、2009年に市の第1回交通事業経営計画検討会議において当時の交通局長から、市民から要望はあるが採算から見て困難との回答があった。その後2021年初めの時点で函館市は1日約1700人の利用があれば収支が成り立つと試算しており、空港内の商業施設拡充を前提として利用客の増加を見込み同年3月の空港完全民営化後に延伸の議論を深めるとしている。また、空港近傍を通過予定だった鉄道路線として戸井線がある。
茨城空港
つくばエクスプレスをつくば駅から空港まで延伸する構想がある。茨城県は2022年度の当初予算案に県内延伸の調査検討事業費用として1800万円を計上する。調査検討事業では、有識者などを含めた第三者委員会を設立し、延伸する事業費、延伸後の事業予測、路線需要予測、費用対効果などを調査する。県の総合計画の中で示してきた四つの延伸ルート「①筑波山方面」「②水戸方面」「③茨城空港方面」「④土浦駅方面」から一つに絞り込み、国に提示していく。県は、国の調査・研究機関に調査を委託することを想定しており、第三者委員会で調査結果を検討する。県民からも意見を募るパブリックコメントを行った上で、2023年3月には、延伸ルートを1つに絞り込む方針である。県の方針を受けて、水戸市・石岡市・かすみがうら市・小美玉市・茨城町は、つくばから茨城空港を経由して水戸まで結ぶことを目指し、地元の経済団体などとともに「TX水戸・茨城空港延伸促進協議会」を立ち上げた。

東京国際空港（羽田空港）

成田国際空港
成田新幹線の建設工事に着手したものの、沿線住民の反対運動から整備断念となった。成田新幹線の東京駅として計画された場所が、京葉線の駅として使用されており、また成田空港付近の工事の構造物は、成田空港高速鉄道と成田高速鉄道アクセスに受け継がれている。また、国際空港電鉄による、モノレール規格での成田空港へのアクセス線建設計画も存在した。
新潟空港

静岡空港（富士山静岡空港）

名古屋飛行場（県営名古屋空港/小牧空港）
1992年策定の運輸政策審議会答申第12号名古屋圏における高速鉄道を中心とする交通網の整備に関する基本計画についてでは、名鉄小牧線味美駅から支線を分岐させて空港に乗り入れる名鉄名古屋空港線の計画が示されていた。
関西国際空港

広島空港
山陽本線白市駅から分岐して新線を敷設し、広島空港へ乗り入れようとする計画があった。広島県は空港アクセスが高速バスやタクシーに依存しており、山陽自動車道が通行止めになる事も多いので、安定したルートとして計画推進に熱心であったが、地元の自治体は建設費の負担に消極的であった。これは距離は短いとはいえ、登山鉄道並みの急勾配のため、多額の建設費が見込まれるためである。
当初はHSST方式により、広島空港と広島市内を結ぶ構想もあったが、2001年（平成13年）に断念し、通常の鉄道路線（全長約8km・直流電化1500V・単線・総事業費約340億円）に変更された。
その後、広島県はJR西日本に資金負担を求めたが、安易な資金負担に応じない会社方針であること、山陽本線のダイヤが錯綜すること、東海道・山陽新幹線と競合する航空路線に協力し難いこと、採算性がないことを理由に拒否された。その後JR西日本と接続しない単独路線の建設や、運行車両を広島県が保有してJR西日本にリースするを計画したが、JR西日本の協力も得られず赤字経営が予想されるとして、2006年（平成18年）9月に計画の凍結が発表された。また藤田雄山広島県知事が、翌10月の広島県議会で事実上断念すると発言した。
第3の案として、空港から5kmの地点を通る山陽新幹線に新駅設置案（この場合駅からシャトルバスを運行する必要性が生じる）も出されたが、新規路線よりも経費は減るものの、新幹線の優位性が薄れることから、当時のJR西日本社長・垣内剛は「ライバル（旅客機）に塩は送れない」と発言しており、また県当局も「新幹線新駅を検討したこともなければ、将来するつもりもない」としている。
高松空港
2004年、国土交通省都市・地域整備局において、高松市街と空港とのアクセスについて新交通システムやガイドウェイバスも含めた検討が行われ、「高松琴平電気鉄道の路線延長が合理的」との結論に達したが、それ以降動きはない。なお、四国新幹線構想における新駅誘致運動でも空港付近が候補に挙げられている。
松山空港
1995年に愛媛県が策定した総合交通政策では新交通システムもしくはモノレールの建設が挙げられていた。その後、伊予鉄道松山市内線の延伸も一部で提案されるようになっており、2014年2月の県定例会で中村時広知事は、延伸を「将来の夢」と述べた議員の質問に対してそれに賛同しながら「実現には、多額の経費や事業採算性を初め、克服すべき多くの課題を有している」「今後、主体となる松山市や伊予鉄道などと連携しながら、将来の目指すべき交通体系の一つとして、その夢の実現の可能性を追求していきたい」と答弁した。
2015年より愛媛県・松山市・伊予鉄道等により伊予鉄道の空港延伸の可能性を検討する「松山空港アクセス向上検討会」が開かれ、市内線経由3ルートと郡中線分岐の1ルートで検討を行い2018年には採算性が厳しいとしつつ9つの改善条件を満たすことで費用対効果があると試算された。
高知空港（高知龍馬空港）
土佐くろしお鉄道阿佐線（ごめん・なはり線）の開業に際し、アクセス鉄道を建設するプランを高知県庁で調査検討した。2001年に「プロジェクトとしての有意性は高いとの結果は得られたが、現在の補助制度では事業採算性が確保されず、空港アクセス鉄道の事業化は困難」との結論に至り、実現しなかった。
北九州空港

佐賀空港
西九州新幹線について、佐賀県内をフル規格で整備することを念頭に置いた政府・与党側と、「フル規格は求めていない」とする佐賀県が対立する中で、佐賀県側が筑後船小屋駅から分岐して佐賀空港を経由するルートについても検討の対象に加えるよう提案を行なっている。
熊本空港
熊本県が豊肥本線の支線として空港に乗り入れる新線の建設を検討している。分岐点として「三里木駅」「原水駅」「肥後大津駅」の3案が検討されたが、有識者による検討委員会で「肥後大津ルートが妥当」と判断された。県は今後、国やJR九州と調整を進め、2034年度末の開業を目指す。2022年11月29日、蒲島郁夫熊本県知事と古宮洋二JR九州社長が肥後大津ルートを採用することで合意した。

### 大韓民国
- 仁川国際空港（仁川国際空港鉄道・仁川空港磁気浮上鉄道 - 仁川国際空港1ターミナル駅・仁川国際空港2ターミナル駅）
- 金浦国際空港（ソウル交通公社5号線・ソウル地下鉄9号線・仁川国際空港鉄道・金浦都市鉄道 - 金浦空港駅）
- 金海国際空港（釜山-金海軽電鉄 - 空港駅）
- 光州空港（光州都市鉄道1号線 - 空港駅）
- 清州国際空港（忠北線 - 清州空港駅）

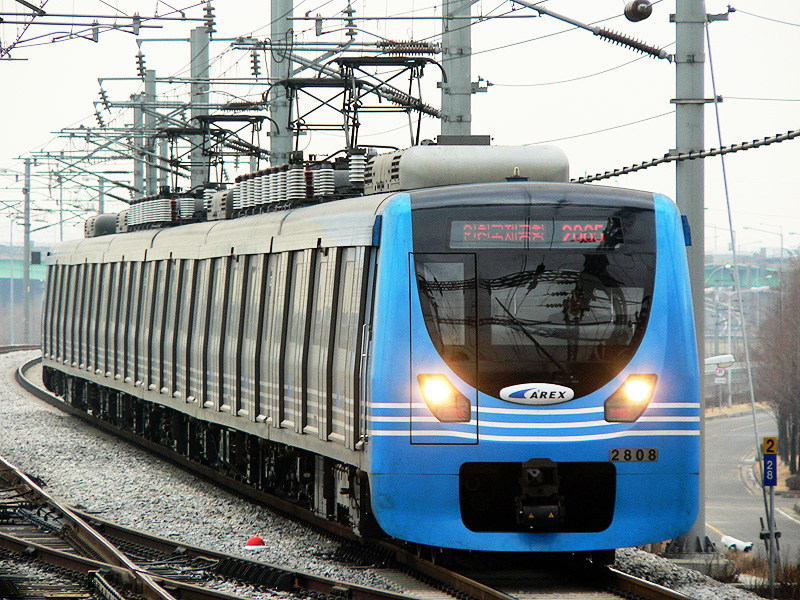
仁川国際空港鉄道

### 中華人民共和国
- 長春龍嘉国際空港（中国国鉄長吉都市間鉄道 — 龍嘉駅）
- 瀋陽桃仙国際空港（瀋陽地下鉄2号線 — 桃仙機場駅）
- 北京首都国際空港（北京地下鉄首都機場線 — 2号航站楼駅・3号航站楼駅）
- 北京大興国際空港（北京地下鉄大興機場線 — 大興機場駅、中国国鉄京雄都市間鉄道・都市間鉄道連絡線・廊涿都市間鉄道 - 大興機場駅）
- 上海浦東国際空港（上海トランスラピッド・上海軌道交通2号線・上海市域鉄道機場連絡線 — 浦東1号2号航站楼駅）
- 上海虹橋国際空港（上海軌道交通2号線・10号線 - 虹橋2号航站楼駅/上海市域鉄道機場連絡線 - 虹橋2号航站楼駅/上海軌道交通10号線 - 虹橋1号航站楼駅/中国国鉄京滬高速鉄道、滬寧都市間鉄道、滬杭旅客専用線、滬蘇湖高速鉄道 — 上海虹橋駅）
- 蘇南碩放国際空港　(無錫地下鉄3号線 - 碩放機場駅)
- 杭州蕭山国際空港 （杭州地下鉄1号線・7号線・19号線 - 蕭山国際機場駅）
- 大連周水子国際空港（大連地下鉄2号線 - 機場駅 ）
- 天津浜海国際空港（天津地下鉄2号線 - 浜海国際機場駅 ）
- 武漢天河国際空港（武漢地下鉄2号線・中国国鉄武孝都市間鉄道 - 天河機場駅）
- 南昌昌北国際空港（南昌地下鉄1号線 - 昌北機場駅）
- 長沙黄花国際空港 （長沙磁浮快線 - 磁浮機場駅・長沙地下鉄6号線 - 黄花機場T1T2駅）
- 鄭州新鄭国際空港（鄭州地下鉄城郊線・鄭許線 - 新鄭機場駅、中国国鉄鄭機都市間鉄道（中国語版） - 新鄭機場駅）
- 南京禄口国際空港 (南京地下鉄S1号線 - 禄口機場駅）
- 寧波櫟社国際空港(寧波軌道交通2号線 - 櫟社国際機場駅）
- 重慶江北国際空港（重慶軌道交通3号線・10号線 - 江北機場T2航站楼駅、10号線・15号線 - 江北機場T3航站楼駅）
- 成都双流国際空港（中国国鉄成綿楽都市間鉄道 - 双流機場駅、成都地下鉄10号線 - 双流機場1航站楼駅・双流機場2航站楼駅/19号線・30号線 - 双流機場2航站楼東駅）
- 成都天府国際空港 （成都地下鉄18号線 - 天府機場1号2号航站楼駅）
- フフホト白塔国際空港 （フフホト地下鉄1号線）
- 青島膠東国際空港 （済青高速鉄路（中国語版）、青島地下鉄8号線 - 膠東機場駅）
- 温州龍湾国際空港 （温州軌道交通S1線・S2線 - 機場駅）
- 広州白雲国際空港（広州地下鉄3号線 — 機場北駅・機場南駅、粤港澳大湾区都市間鉄道広仏環状線 - 白雲機場北駅）
- 済南遥墻国際空港 （済南地下鉄3号線 — 機場南駅）
- 深圳宝安国際空港（深圳地下鉄11号線 — 機場駅、粤港澳大湾区都市間鉄道穗深都市間鉄道 - 深圳機場駅）
- 珠海金湾空港（中国国鉄珠機都市間鉄道 - 珠海機場駅（中国語版））
- 掲陽潮汕空港 （梅汕鉄道（中国語版））
- 昆明長水国際空港 (昆明軌道交通6号線 - 機場中心駅)
- 貴陽龍洞堡国際空港 (中国国鉄貴広旅客専用線 - 龍洞堡駅、貴陽軌道交通2号線 - 龍洞堡機場駅)
- 太原武宿国際空港 (太原地下鉄1号線 - 武宿1号2号航站楼駅)
- 西安咸陽国際空港（西安地下鉄14号線 - 機場 (T5)駅・機場西（T1、T2、T3）駅）
- 銀川河東国際空港 （中国国鉄銀西高速鉄道（中国語版） - 河東機場駅（中国語版））
- 蘭州中川空港 (中国国鉄蘭中都市間鉄道 - 中川機場東駅（中国語版） )
- 三亜鳳凰国際空港 (中国国鉄海南西環高速鉄道 — 鳳凰機場駅)
- 海口美蘭国際空港 (中国国鉄海南東環鉄道 — 美蘭駅)
- ウルムチ天山国際空港 （ウルムチ地下鉄機場捷運 - 国際機場北駅（中国語版） ）
- 仏山沙堤空港（仏山地下鉄3号線 - 孝徳東駅）

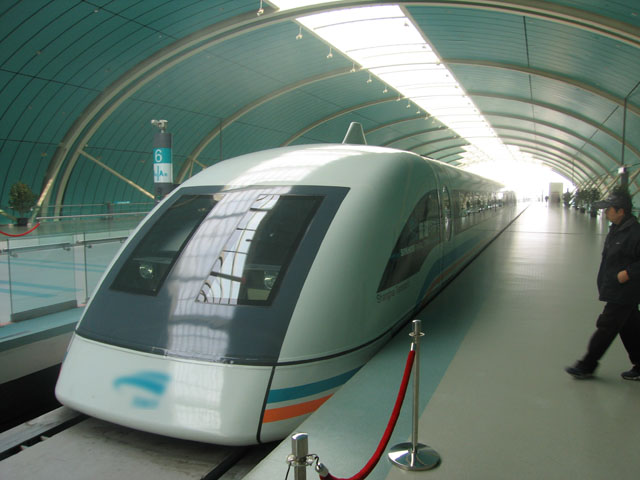
上海トランスラピッド
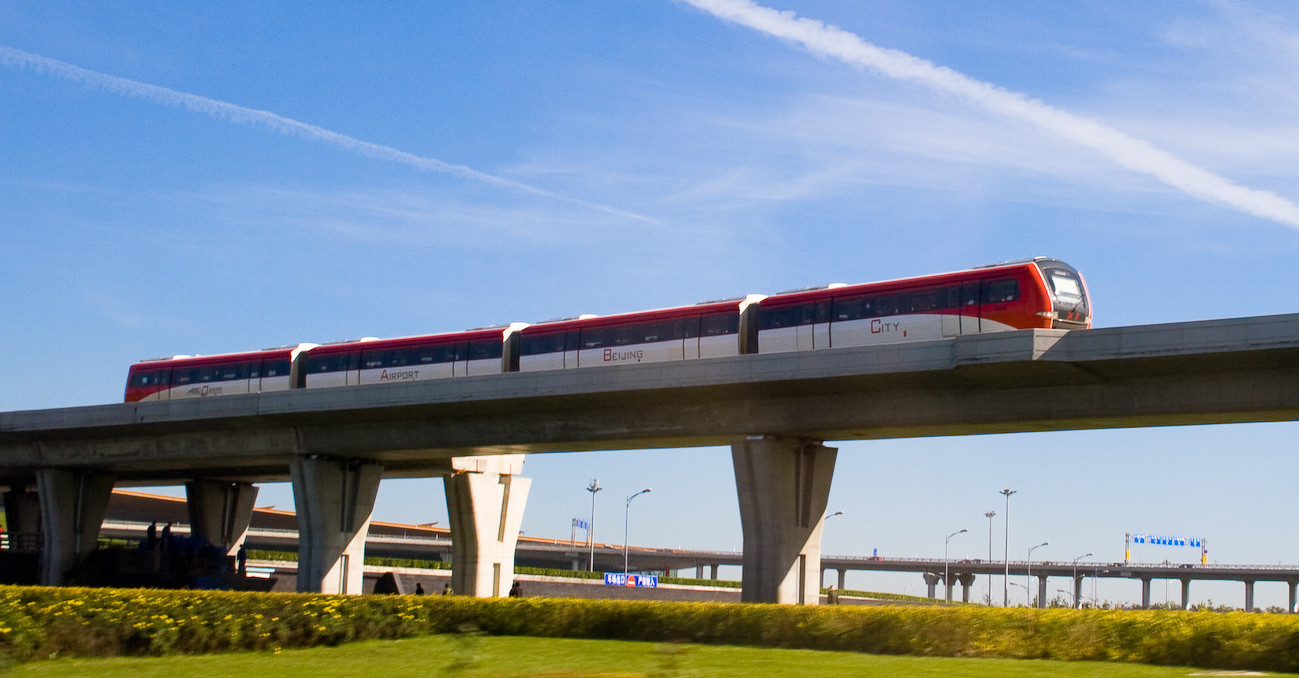
北京地下鉄首都機場線

### 香港
- 香港国際空港（MTR機場快線 — 機場駅）

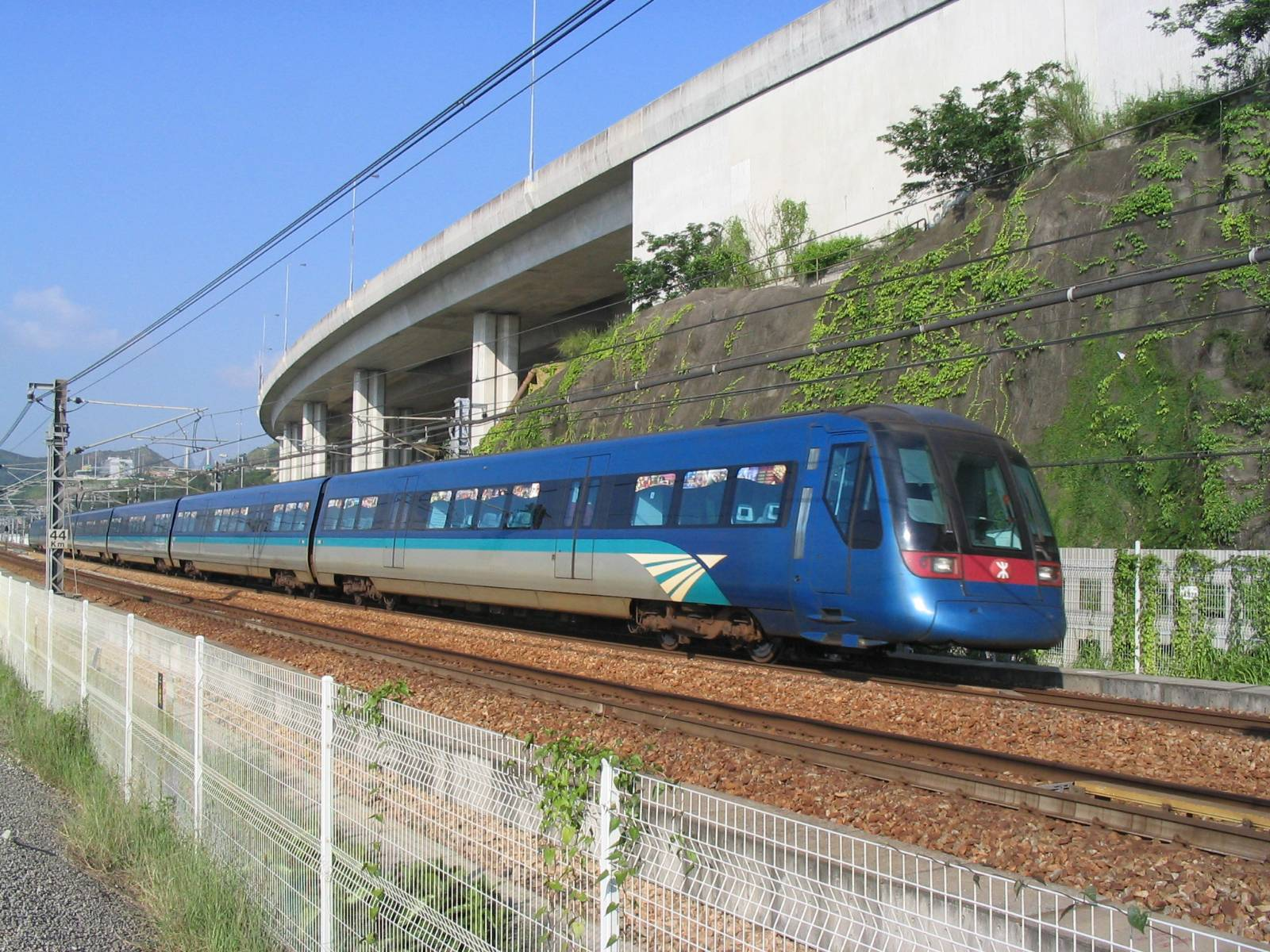
機場快線

### マカオ
- マカオ国際空港 （マカオLRTタイパ線 - 機場駅）

### 台湾

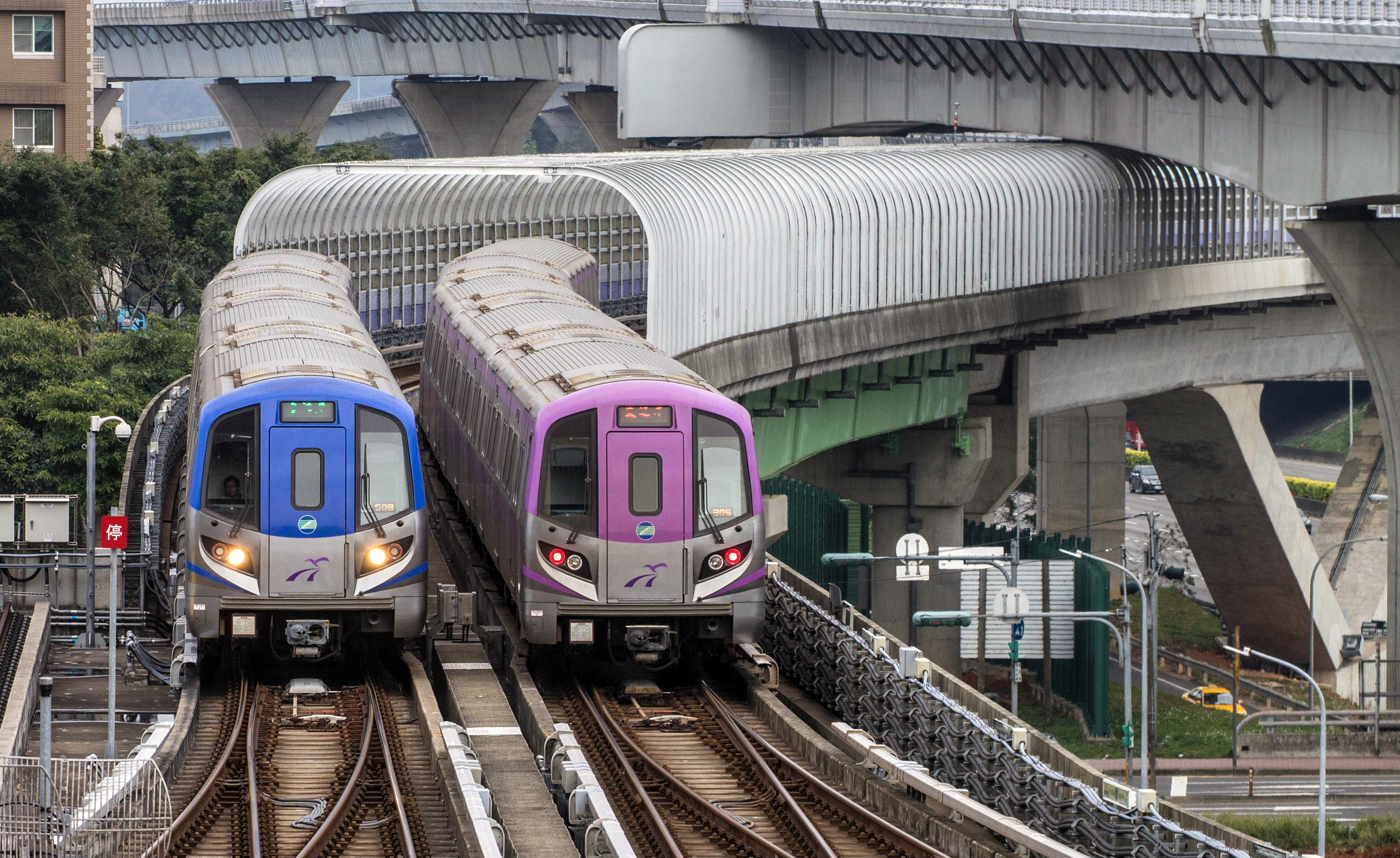
高雄国際空港（高雄捷運紅線 - 高雄国際機場駅）
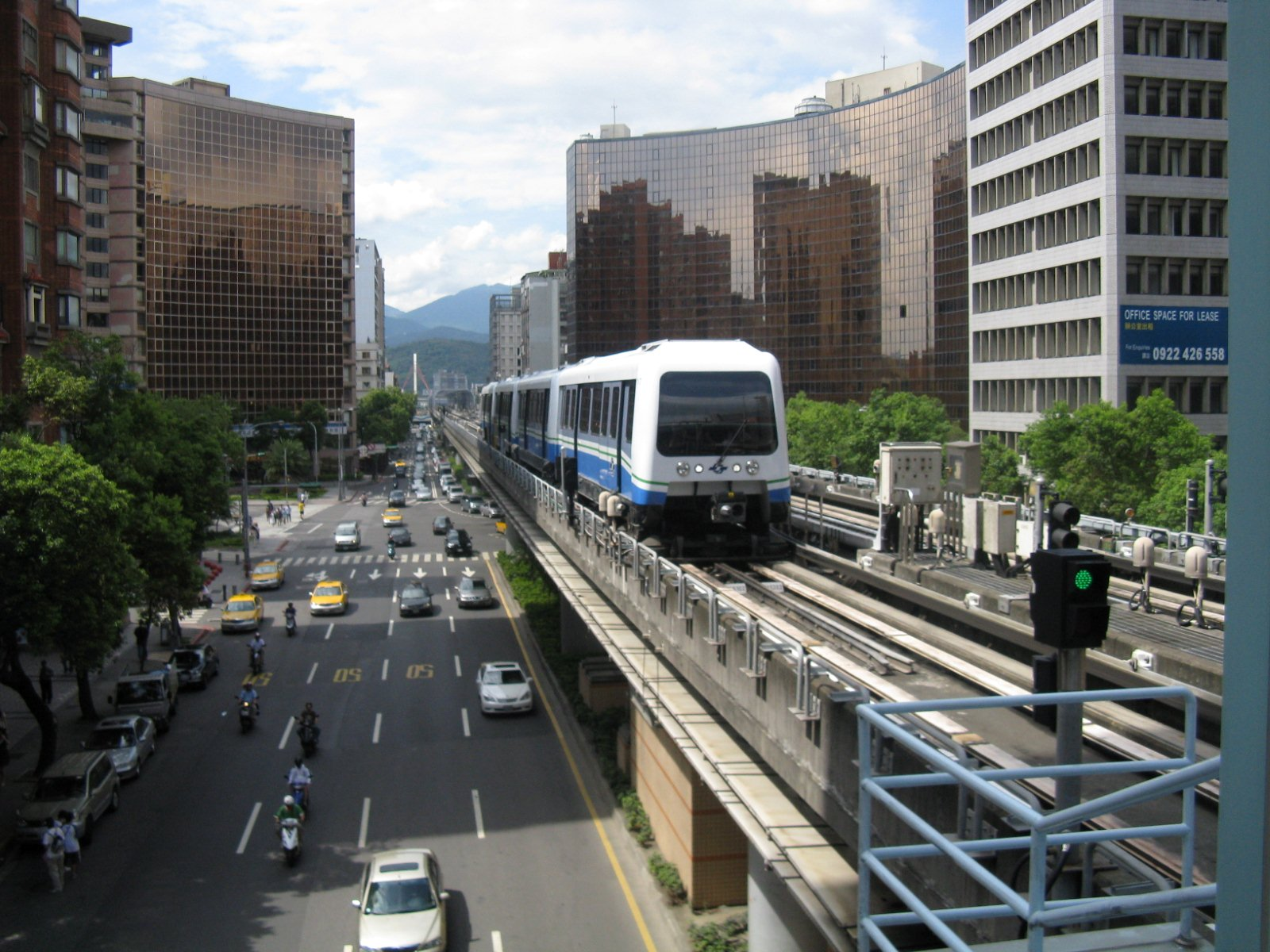
台北捷運内湖線
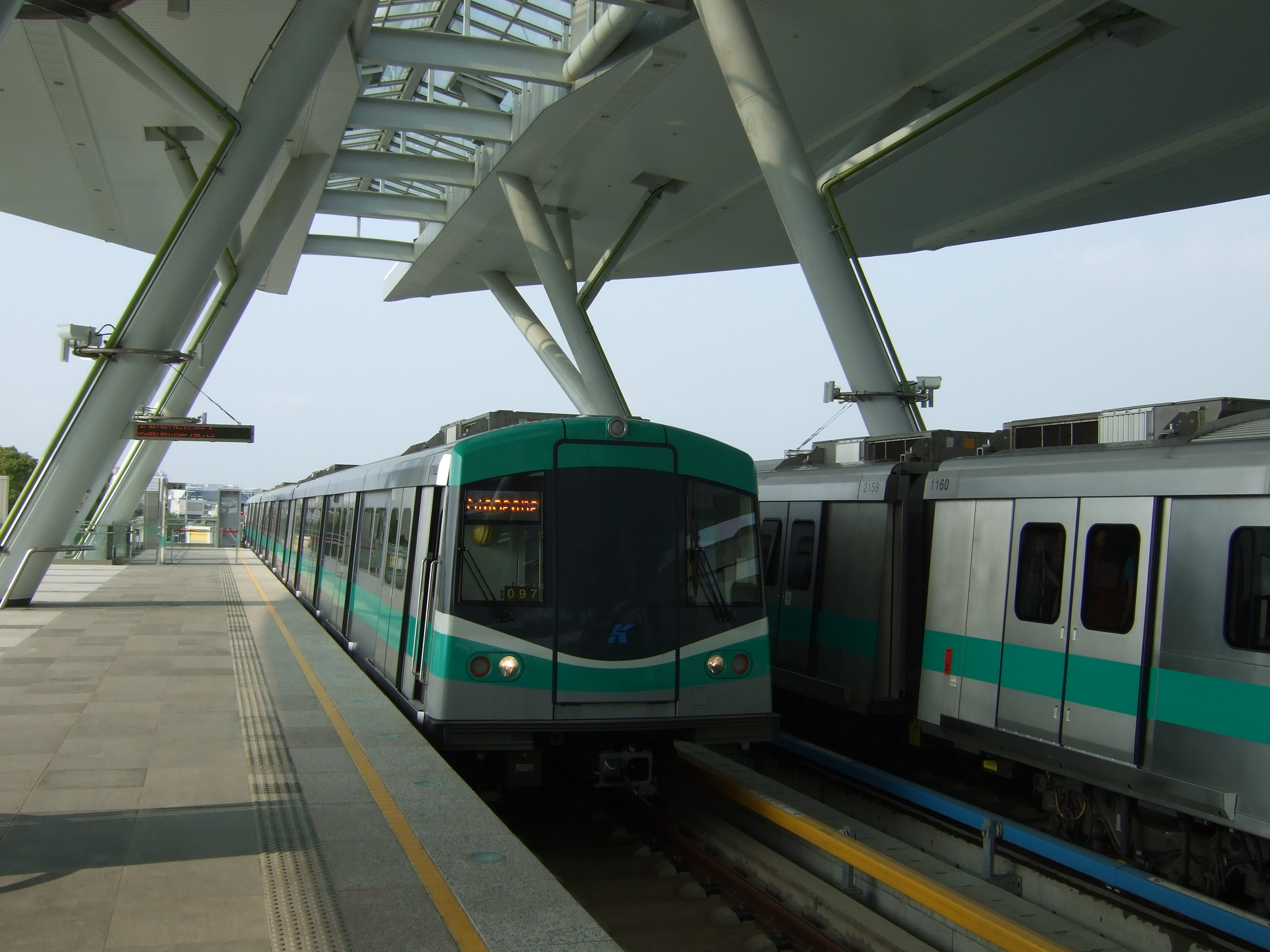
高雄捷運紅線

種別は普通のみ。小港行き、岡山行き共に日中時間帯は毎時7から8本8分間隔で運行されている。土休日も同様の本数である。
2008年（民国97年）3月9日 - 高雄捷運紅線の橋頭火車站駅 - 小港駅間が正式開業。同時に高雄国際機場駅が開業。台湾初の空港連絡鉄道となった。
- 台北松山空港（台北捷運内湖線 - 松山機場駅）

内湖線は全列車木柵線と直通しており、文湖線として案内されている。種別は普通のみで、南港展覧館行き、動物園行き共に日中時間帯は毎時15本4分間隔で運行されている。ただし、土休日は毎時12本5分間隔となる。
2009年（民国98年）7月4日 - 木柵線を延伸する形で台北捷運内湖線が開業し、同時に松山機場駅が開業。
- 台湾桃園国際空港（桃園捷運機場線 - 機場第一航廈駅、機場第二航廈駅）

種別は普通車と直達車（日中時間帯は機場第二機廈駅止まりで台北方面のみの運行）。普通車は台北行き、環北行き共に日中時間帯は毎時4本15分間隔で運行されており、直達車も台北行き、機場第二航廈行き共に日中時間帯は毎時4本15分間隔で運行されている。ただし、直達車は土休日の場合両行きとも毎時2本30分間隔の運行となる。
2017年（民国106年）3月2日 - 桃園捷運機場線の台北駅 - 環北駅間が正式開業。同時に機場第一航廈駅、機場第二航廈駅が開業。
- 桃園機場捷運
- 台北捷運内湖線
- 高雄捷運紅線

### カンボジア
- プノンペン国際空港 : 2018年4月10日開業[52][53]、2020年10月運休。

### タイ王国
- スワンナプーム国際空港（エアポート・レール・リンク - スワンナプーム駅）
- ドンムアン空港（タイ国鉄、SRTダークレッドライン - ドンムアン駅）

### マレーシア
- クアラルンプール国際空港（KLIAエクスプレス）
- スルタン・アブドゥル・アジズ・シャー空港（スバン空港）- en:Skypark Link

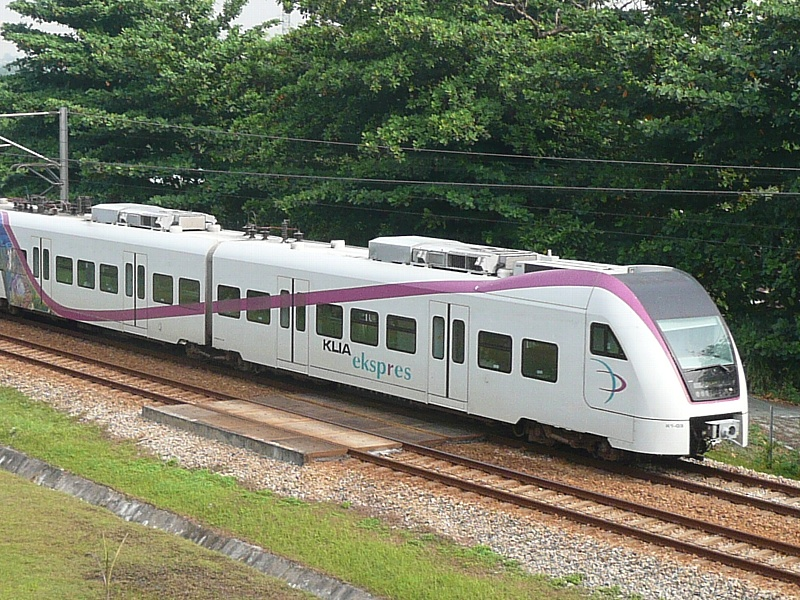
KLIAエクスプレス

### シンガポール
- シンガポール・チャンギ国際空港（MRT東西線 — チャンギ・エアポート駅）

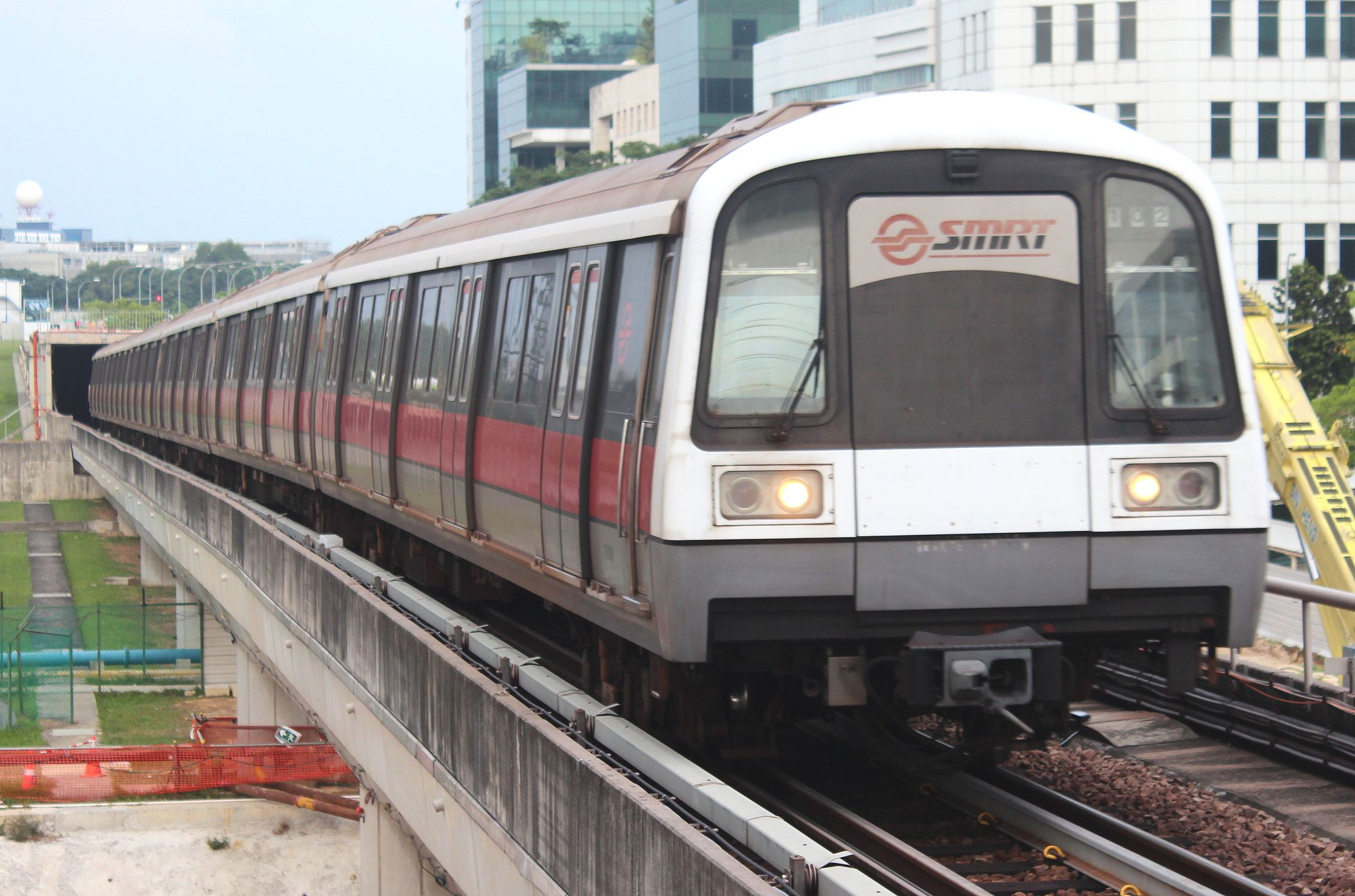
MRT東西線

### インドネシア
- スカルノ・ハッタ国際空港（KAIコミュータースカルノ・ハッタ空港線 - スカルノ・ハッタ国際空港駅）
- クアラナム国際空港（メダン）
- ミナンカバウ国際空港（パダン）
- スルタン・ムハンマド・バダルディン2世国際空港（パレンバン）
- アディスマルモ国際空港（スラカルタ）
- ジョグジャカルタ国際空港
- アジスチプト国際空港 （ジョグジャカルタ）

### インド
- ニューデリー国際空港(デリー・メトロ/Delhi Airport Metro Express－Airport駅)
- コルカタ国際空港(Kolkata Suburban Railway) 運休中
- チェンナイ国際空港(チェンナイ・メトロ（英語版）, South Line, Chennai Suburban－Tirusulam駅)
- チャウダリー・チャラン・シン空港（英語版） - ラクナウ・メトロ（英語版）

### イラン
- エマーム・ホメイニー国際空港 - テヘラン・メトロ8号線
- メヘラーバード国際空港 - テヘラン・メトロ4号線（英語版）

### アラブ首長国連邦
- ドバイ国際空港(ドバイメトロ)

### カタール
- ハマド国際空港（ドーハメトロ）

### サウジアラビア
- キング・アブドゥルアズィーズ国際空港 （ハラマイン高速鉄道）
- キング・ハーリド国際空港 （リヤド・メトロ 4号線）

### イスラエル
- ベン・グリオン国際空港（イスラエル鉄道）

### トルコ
- イスタンブール空港 （イスタンブール地下鉄 M11号線）
- サビハ・ギョクチェン国際空港 （イスタンブール地下鉄 M4号線）
- アンタルヤ空港 - アンタルヤ・トラム

## アフリカ

### モロッコ
- カサブランカ・ムハンマド5世国際空港(TNR_(モロッコ)#アル・バイダーウィー線)

### ナイジェリア
- ンナムディ・アジキウェ国際空港 - アブジャ・ライトレール（英語版）

### 南アフリカ共和国
- ヨハネスブルグ国際空港 - ハウトレイン

## オセアニア

### オーストラリア
- シドニー国際空港（エアポート・リンク、シティレール エアポート&イースト・ヒルズ線）
- ブリスベン空港（エアトレイン、シティートレイン エアポート線）

## 北アメリカ

### アメリカ合衆国
- ハーツフィールド・ジャクソン・アトランタ国際空港 (MARTA North-South Line)
- ボルチモア・ワシントン国際空港 (アムトラック)
- ジェネラル・エドワード・ローレンス・ローガン国際空港（マサチューセッツ湾交通局地下鉄ブルーライン、シルバーライン）
- シカゴ・オヘア国際空港（シカゴ・L Blue Line）
- シカゴ・ミッドウェー国際空港（シカゴ・L Orange Line）
- クリーブランド・ホプキンス国際空港（クリーブランド地下鉄 Red Line）
- ダラス・フォートワース国際空港（ダラス高速運輸公社 Orange Line）
- デンバー国際空港 (RTD A線（英語版）)
- ホノルル国際空港（スカイライン）- 建設中
- ロサンゼルス国際空港（ロサンゼルス郡都市圏交通局グリーンライン——アヴィエーション/ラックス駅）
- ミネアポリス・セントポール国際空港 (en:METRO Blue Line)
- マイアミ国際空港 (アムトラック、メトロレール、トライレール)
- ジョン・F・ケネディ国際空港（エアトレインJFK）
- ニューアーク・リバティー国際空港（エアトレイン・ニューアーク）
- オークランド国際空港 (BART to OAK line（英語版）)
- フェニックス・スカイハーバー国際空港 (バレーメトロレール)
- フィラデルフィア国際空港 (SEPTA)
- ポートランド国際空港 (MAX)
- サンフランシスコ国際空港（BART en:Pittsburg/Bay Point – SFO Line）
- シアトル・タコマ国際空港 (en:Central Link)
- ランバート・セントルイス国際空港 (en:St. Louis Metrolink)
- ソルトレイクシティ国際空港 (TRAX Green Line（英語版）)
- ロナルド・レーガン・ワシントン・ナショナル空港（ワシントンメトロ Blue/Yellow Line）
- ワシントン・ダレス国際空港（ワシントンメトロ Orange Line）

### カナダ
- バンクーバー国際空港（バンクーバー・スカイトレイン・カナダライン）
- トロント・ピアソン国際空港（ユニオンピアソンエクスプレス）
- モントリオール・ピエール・エリオット・トルドー国際空港（Réseau express métropolitain(REM) 、2027年空港駅開業予定）

### メキシコ
- メキシコ・シティ国際空港 メキシコシティ地下鉄5号線 Terminal Aérea駅

## 南アメリカ

### ブラジル
- サンパウロ・グアルーリョス国際空港
- サンパウロ・コンゴーニャス空港（計画中）

## ヨーロッパ

### オーストリア
- ウィーン国際空港（CAT・S-Bahn）

### ベルギー
- ブリュッセル国際空港（ベルギー国鉄 (SNCB) ）

### ブルガリア
- ソフィア空港 (ソフィア地下鉄)

### デンマーク
- コペンハーゲン・カストラップ空港(Øresundstoget/Öresundståget)

デンマーク国鉄 (DSB) とスウェーデンのスコーネ地方鉄道 (Skåne Lokaltrafiken) の共同運行

### エストニア
- タリン空港（タリン市電）

### フィンランド
- ヘルシンキ・ヘルシンキ・ヴァンター国際空港（ヘルシンキ近郊列車・フィンランド国鉄(VR)）

### フランス
- パリ＝シャルル・ド・ゴール空港 (RER, TGV)

RER B線が第1ターミナルと第2ターミナルに、TGVが第2ターミナルに乗り入れている。
- パリ＝オルリー空港

近隣のRER B線アントニー駅との間に新交通システム（オルリーヴァル）路線がある。また、メトロ７号線の終点ヴィルジュイフ＝ルイ・アラゴン駅からのトラムのT7系統が2013年11月に開業した。
- リヨン空港 (TGV)

リヨン都心と空港を結ぶトラムトレインRHONEXPRESSが2010年夏開業。
- ストラスブール空港 (TER)

2008年12月、空港付近を通るフランス国鉄 (SNCF) 線にEntzheim空港駅が開業し、ストラスブール駅との間にTER（普通列車）が15 - 30分毎に運行されるようになり、シャトルバスは廃止された。トラムトレインが乗り入れる計画もある。
- トゥールーズ・ブラニャック空港

トラムT2系統が乗り入れている。都心へは、Arènes駅でメトロA線に乗り換える必要がある。
- ボルドー・メリニャック空港

トラムA線が乗り入れている。

### ジョージア
- トビリシ国際空港

### ドイツ
- フランクフルト空港（ICE、S-Bahnなど）
- ベルリン・ブランデンブルク国際空港（ベルリンSバーンなど）
- ミュンヘン国際空港 (S-Bahn)

空港までICEの路線を導入する計画が立てられていたが、バイエルン州民の反対により撤回された。空港利用者はミュンヘン中央駅かMünchen-Pasing駅にてS-Bahnに乗り換える必要がある。
- ケルン・ボン空港 (ICE, Sバーン)
- ブレーメン空港（トラム）
- ドレスデン空港（Sバーン）
- ハンブルク国際空港（Sバーン）
- ハノーファー空港（Sバーン）
- シュトゥットガルト空港（Sバーン）
- デュッセルドルフ空港（Sバーン）
- ニュルンベルク空港（Uバーン）
- ライプツィヒ・ハレ空港（Sバーン）

### ギリシア
- アテネ国際空港（アテネ地下鉄）

### イタリア
- バーリ空港（トレニタリア）
- ボローニャ・ボルゴ・パニゴーレ空港（マルコーニ・エクスプレス）（建設中）
- カリャリ・エルマス空港（トレニタリア）
- カターニア・フォンタナロッサ空港（地下鉄）（計画中）
- フィレンツェ＝ペレトラ空港 - フィレンツェ・トラム
- ミラノ・リナーテ空港（ミラノ地下鉄M4線）（建設中）
- ミラノ・マルペンサ空港（マルペンサ・エクスプレス）
- パレルモ空港（トレニタリア）
- ピサ空港（ピサ・ムーバー）
- トリエステ空港（トレニタリア）
- ローマ・フィウミチーノ空港（レオナルド・エクスプレス、トレニタリアFM1線）
- トリノ空港 (GTT)
- ヴェネツィア・テッセラ空港（計画中）
- カターニャ空港（カターニャ地下鉄、トレニタリア）（建設中）
- ナポリ・カポディキーノ国際空港 （ナポリ地下鉄）

### リトアニア
- ヴィリニュス国際空港（リトアニア鉄道）

### オランダ
- アムステルダム・スキポール空港（オランダ鉄道 (NS) ）

### ノルウェー
- オスロ・ガーデモエン空港（フリートーゲ・ノルウェー国鉄 (NSB) ）
- トロンハイム・トロンハイム空港 (NSB)
- ベルゲン空港 （en:Bergen Light Rail）

### ポーランド
- ワルシャワ・フレデリック・ショパン空港（ポーランド国鉄 (PKP) ）
- クラクフ空港 (en:Koleje Małopolskie)

### ポルトガル
- リスボン国際空港（リスボンメトロ赤線（Linha Vermelha））
- ポルト国際空港（ポルトメトロE線）

### ルーマニア
- アンリ・コアンダ国際空港 （ルーマニア鉄道、）

### ロシア
- モスクワ シェレメーチエヴォ国際空港 - アエロエクスプレス
- モスクワ ドモジェドヴォ空港 - アエロエクスプレス
- モスクワ ヴヌーコヴォ国際空港 - アエロエクスプレス
- ソチ国際空港 - アエロエクスプレス
- カザン国際空港 - アエロエクスプレス
- コルツォヴォ国際空港
- ヴォルゴグラード国際空港
- ウラジオストク空港 - アエロエクスプレス

### スペイン
- マドリード空港（メトロ8号線、レンフェ）
- バルセロナ空港（レンフェ、これに加えて地下鉄が建設中）
- バレンシア空港（メトロ3号線・5号線）
- マラガ空港（レンフェ）

### スウェーデン
- ストックホルム・アーランダ空港（Arlanda Express (AEX)・スウェーデン国鉄(SJ)）

### スイス
- チューリッヒ空港（スイス連邦鉄道 (SBB CFF FFS) ）
- ジュネーヴ国際空港（スイス連邦鉄道 (SBB CFF FFS) ）

### ウクライナ
- キエフ・ボルィースピリ国際空港（キーウ・ボルィースピリ・エクスプレス（英語版））

### イギリス
- ロンドン・ヒースロー空港（地下鉄ピカデリー線、ヒースロー・エクスプレス、ヒースロー・コネクト）
- ロンドン・ガトウィック空港（ガトウィック・エクスプレス／サザン／テムズリンク（ゴヴィア・テムズリンク・レールウェイ）、グレート・ウェスタン・レールウェイ）
- ロンドン・ルートン空港（テムズリンク（ゴヴィア・テムズリンク・レールウェイ）、イースト・ミッドランズ・トレインズ）
- ロンドン・スタンステッド空港（スタンステッド・エクスプレス、クロスカントリー）
- ロンドン・シティ空港（ドックランズ・ライト・レールウェイ）
- ロンドン・サウスエンド空港　（シェンフィールド-サウスエンド線（英語版））
- バーミンガム国際空港（アヴァンティ・ウェスト・コースト、ロンドン・ノースウェスタン・レールウェイ／ウェスト・ミッドランズ・レールウェイ（ウェスト・ミッドランズ・トレインズ）、クロスカントリー）
- ニューカッスル国際空港 （タイン・アンド・ウィア・メトロ）
- マンチェスター空港（トランスペナイン・エクスプレス、ノーザン、アリーヴァ・トレインズ・ウェールズ）
- サウサンプトン空港（サウス・ウェスタン・レールウェイ、クロスカントリー、グレート・ウェスタン・レールウェイ、サザン（ゴヴィア・テムズリンク・レールウェイ））
- グラスゴー・プレストウィック空港（英語版）（アベリオ・スコットレール）
- エディンバラ空港 （エディンバラ・トラム）

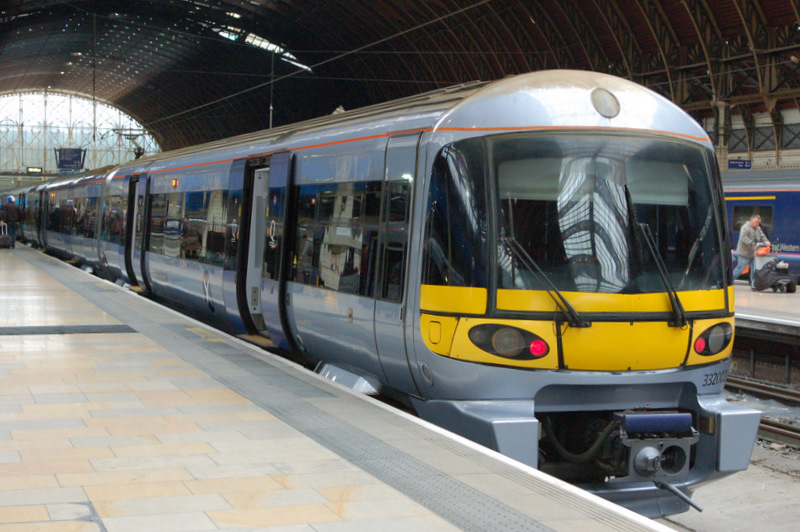
ヒースロー・エクスプレス

## 主な国際空港と都心との距離・所要時間
- 時間は最短所要時間、または、乗り継ぎ時間を含めたおおよその所要時間。

| 40km |

| 58km |

| 32km |

| 9km |

| 10km |

| 25km |

| 24km |

| 37km |

| 14km |

| 27km |

| 21km |